# Камбоджийская кухня

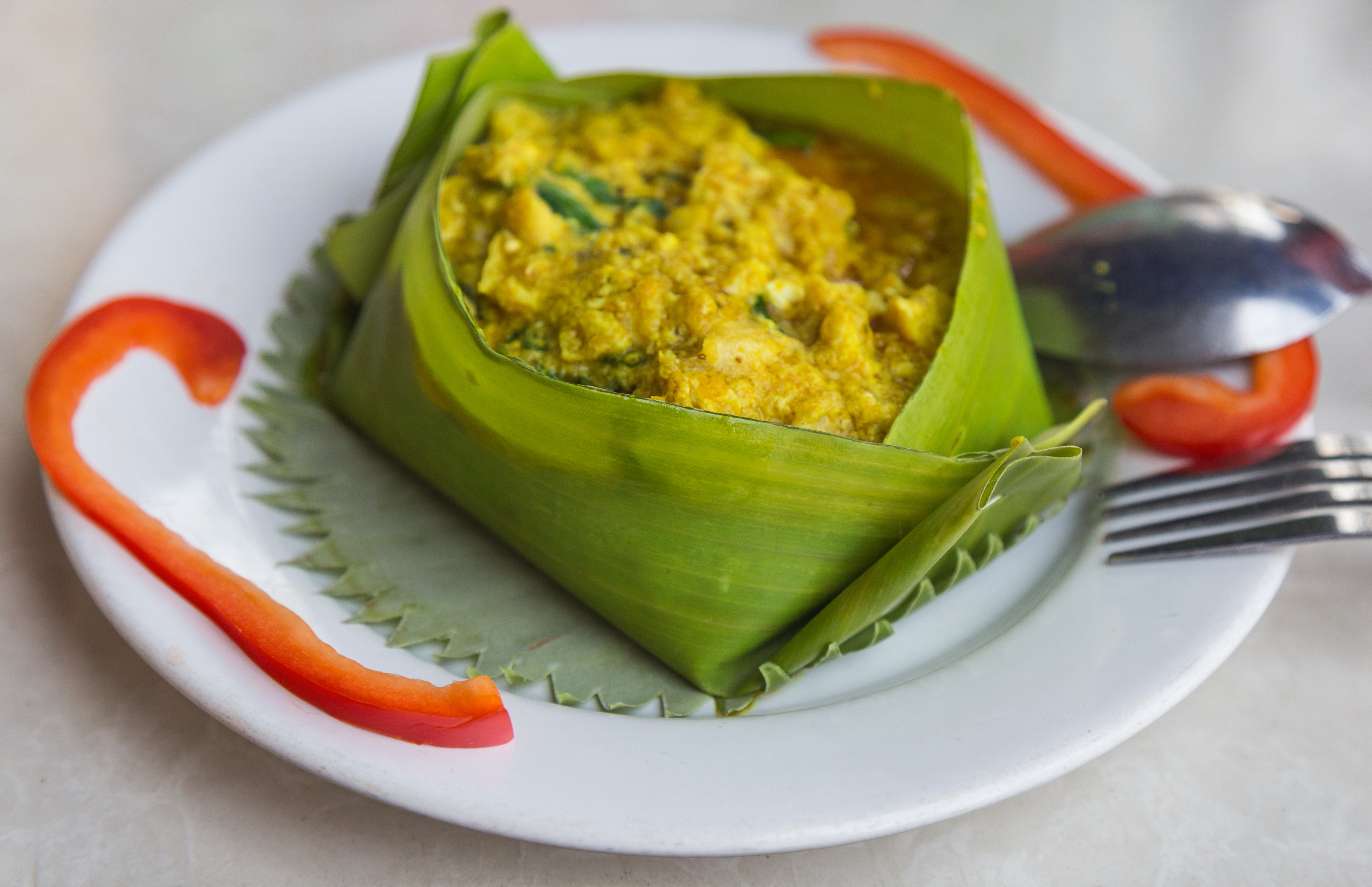
Amok trey, популярное кхмерское блюдо

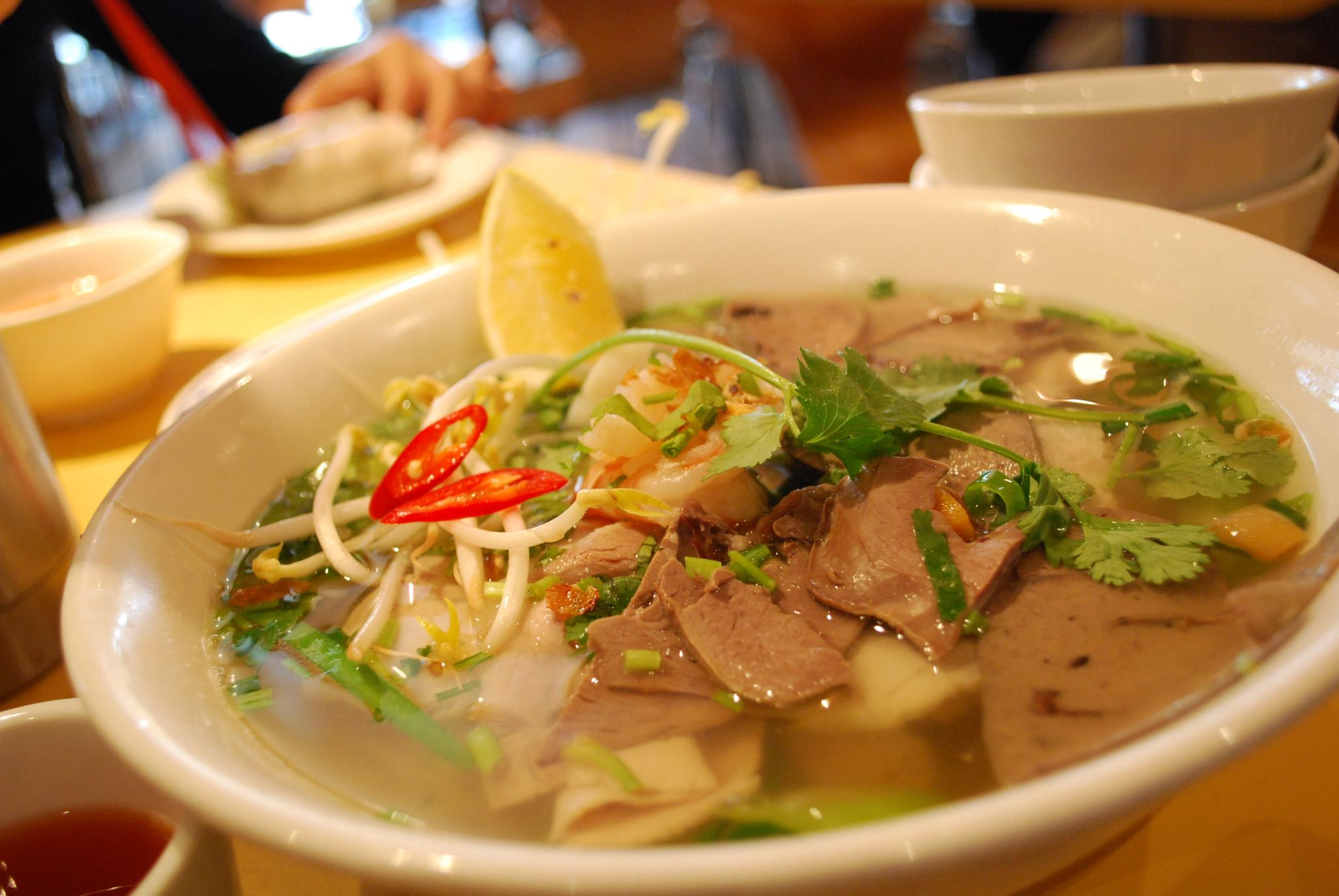
Kuyteav Phnom Penh, камбоджийско-ханьский вариант китайского Teochew — супа из рисовой лапши со свининой и морепродуктами

Камбоджийская кухня или кхмерская кухня (кхмер. សិល្បៈខាងធ្វើម្ហូបខ្មែរ) — это кухня народов Камбоджи.

## История и влияние
Вода, рис и пресноводная рыба оказывают самое глубокое влияние на кхмерскую кухню. Река Меконг, двенадцатая по длине в мире, протекает через всю страну, деля её на две части. Столица Пномпень находится на берегу реки, в месте слияния двух других рек: Тонлесап и Бассак. Река Тонлесап соединяет Меконг с озером Тонлесап или Великим озером, которое действует как жидкое сердце и естественный резервуар для всей речной системы Меконга, регулируя поток огромных объёмов воды и обеспечивая безопасный проход удивительному количеству пресноводных рыб.

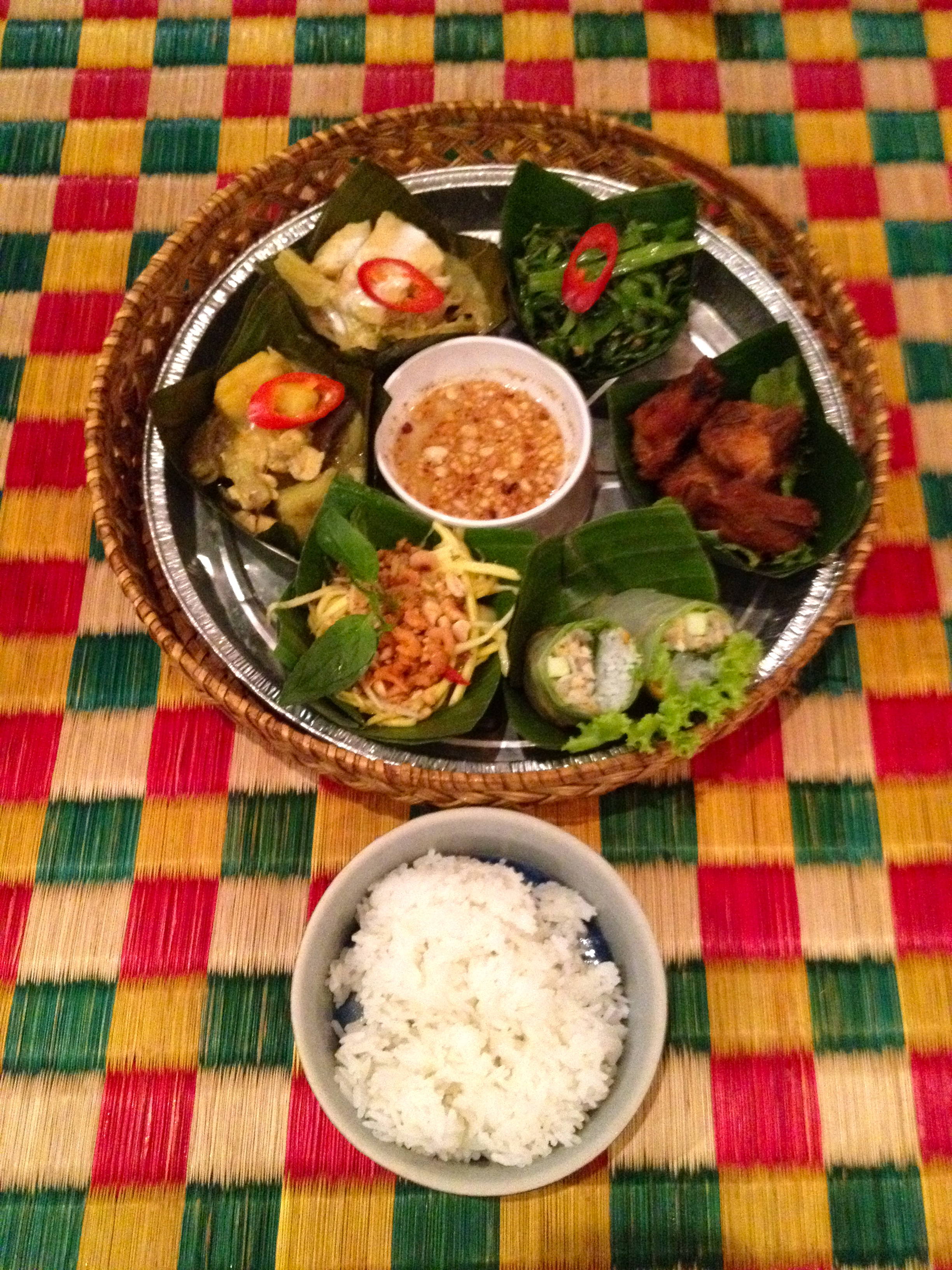

Когда в начале кхмерского Нового года начинается сезон дождей, регион наводняется муссонными дождями, и Камбоджа превращается в огромный океан изумрудных рисовых полей. Рис является основным продуктом питания в Камбодже, и он является частью каждого приёма пищи, как в качестве дополнения, так и в качестве ингредиента для многих блюд. По данным Международного научно-исследовательского института риса, существует 2000 местных сортов риса Камбоджи, которые веками вырабатывались камбоджийскими фермерами. Географическое расположение водно-болотных угодий (Камбоджа занимает второе место после Бангладеш по количеству водно-болотных угодий в Азии) и пойм объясняет, почему вода и, следовательно, рыба и рис (которые растут в воде) являются таким неотъемлемым компонентом кухни. Многие блюда, в частности самлоры, имеют вид пруда и часто содержат тростниковые растения, листья и овощи, отражающие окружающий пейзаж. Соусы для окунания обычно довольно водянистые, как и большинство камбоджийских карри.
Кхмерская кухня имеет много общего с едой соседнего Таиланда — хотя для ароматизации используется меньше перца чили, сахара и кокосовых сливок — и соседнего Вьетнама, с которым она разделяет и принимает много общих блюд, а также колониальную историю, поскольку оба они входили в состав французской колониальной империи в Юго-Восточной Азии. Он основан на влиянии кухонь Китая и Франции, влиятельных игроков в истории Камбоджи. Китайцы начали прибывать в XIII веке, но китайская миграция ускорилась во время французского периода. Блюда карри, известные как Kari (по-кхмерски ការី), демонстрируют культурное влияние Индии. Многочисленные вариации рисовой лапши демонстрируют влияние китайской кухни. Португальцы и испанцы также оказали значительное влияние на дела Камбоджи в XVI веке, завезя в Азию перец чили и арахис из Нового Света. Однако перец чили никогда не получал такого статуса или известности, как в кухнях соседних Таиланда, Лаоса и Малайзии. Даже сегодня очень немногие рецепты включают перец чили.

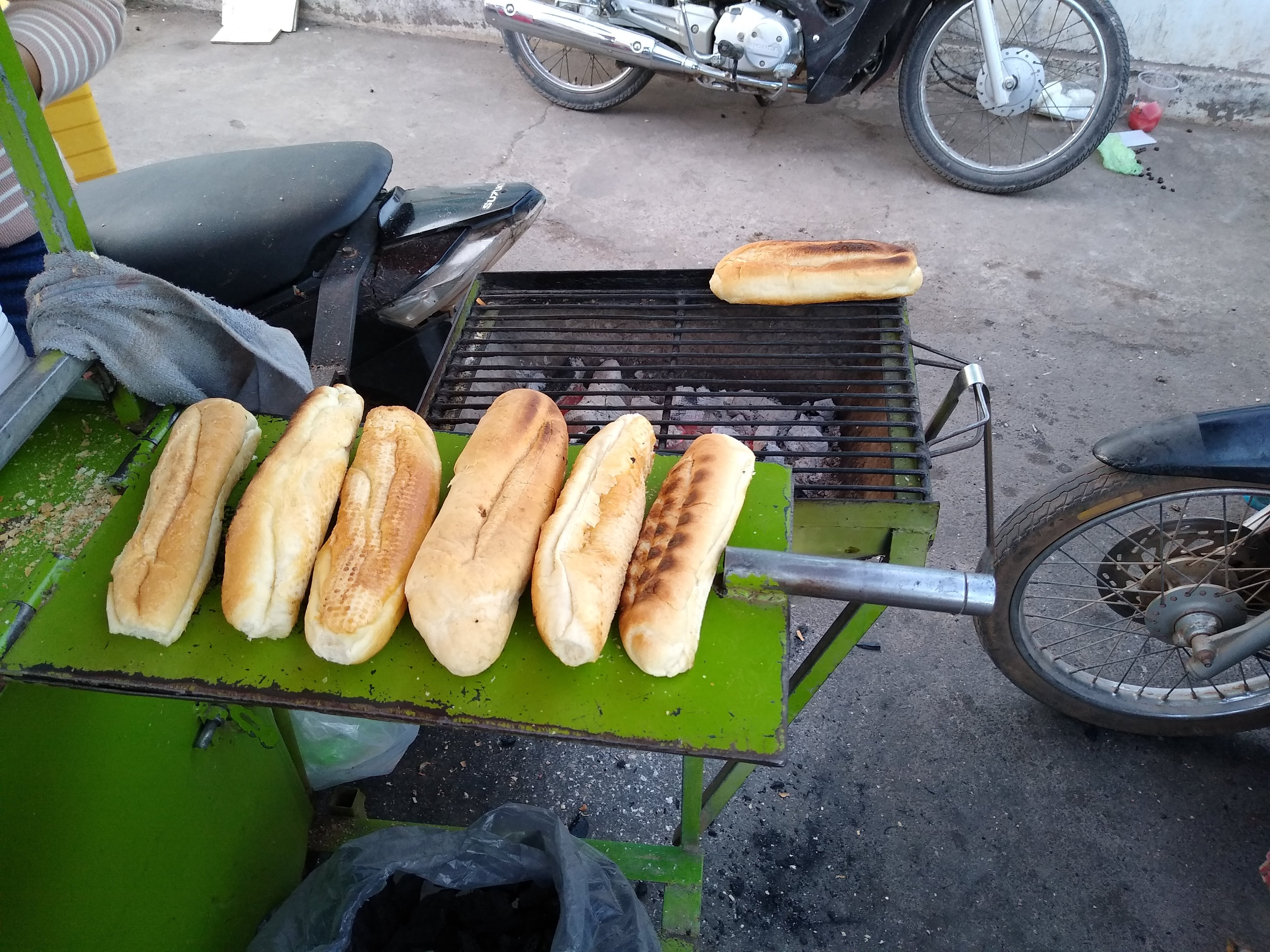
Поджаренные багеты для продажи в Кампоте

Одно из наследий французской кухни, багет — известный как nom pang на кхмерском — сегодня повсеместно встречается во всех частях Камбоджи. Камбоджийцы часто едят хлеб с паштетом, консервированными сардинами или яйцами. Один из них с чашкой крепкого кофе, подслащённого сгущённым молоком, является примером обычного камбоджийского завтрака. Обмазанные маслом багеты можно превратить в бутерброды (также называемые nom pang) и начинить ломтиками ветчины или любым количеством жареного мяса с кампотским перцем, похожим на вьетнамский banh mi. Французы также завезли пиво, сливочное масло, паштет, кофе, шоколад, лук, морковь, брокколи, картофель и многие другие виды не местных продуктов Юго-Восточной Азии.
Традиционно камбоджийцы едят не менее трёх или четырёх блюд. Еда обычно включает в себя суп или samlor, подаваемый вместе с основными блюдами. Каждое отдельное блюдо будет сладким, кислым, солёным или горьким на вкус. Перец чили (свежий, маринованный или сушеный) и соус чили подаются отдельно и оставляются на усмотрение отдельных посетителей и на их вкус. Таким образом, камбоджийцы гарантируют, что они получат немного каждого вкуса, чтобы удовлетворить свой вкус.

## Ингредиенты

### Ферментированные соусы

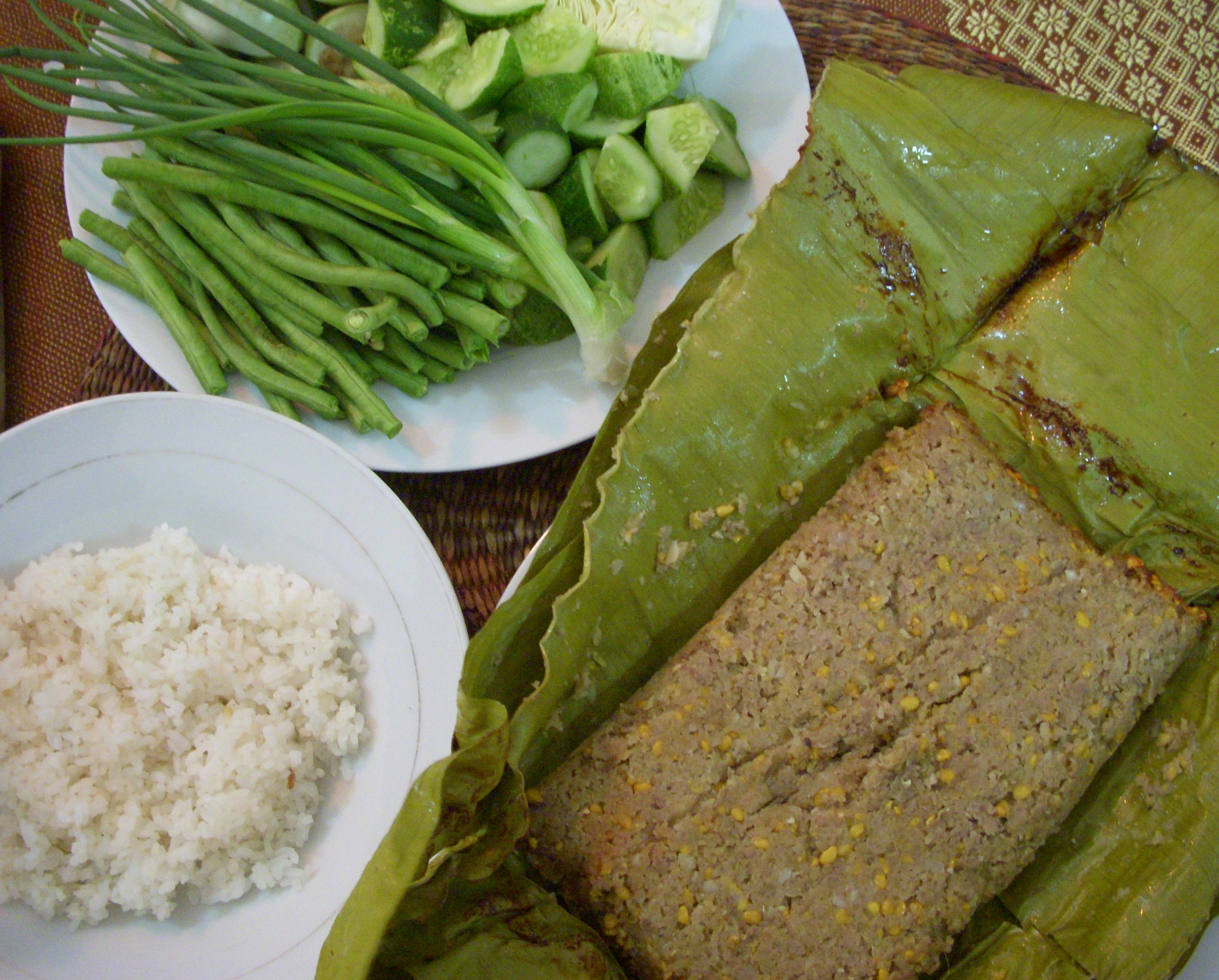
Prahok, обжаренный в банановых листьях со свежими зелеными овощами и варёным рисом.

В кхмерской кухне проводится различие между ингредиентами на основе ферментированной пасты и маринованными ингредиентами. Mam относится к рыбе или креветкам, ферментированным с помощью определённой техники, и обычно включает более твёрдые кусочки маринованного животного. Mam — это общий термин для большинства видов ферментированных ингредиентов, созданных из водных животных. Prahok и kapi — популярные основы для соусов из маринованных выдержанных ингредиентов. И mam, и prahok выдерживаются не менее одного года, чтобы полностью раскрыть свой вкусовой потенциал, подобно рыбному соусу. Ферментированные соусы часто едят с блюдами с высоким содержанием белка или сырыми овощами, чтобы улучшить пищеварение.
| Название                                  | Описание |
| ----------------------------------------- | --- |
| mam (ферментированные морепродукты)       | Mam относится к солёному ферментированному филе змееголова, к которому в процессе ферментации добавляют обжаренный красный клейкий рис и пальмовый сахар, чтобы придать более земляной и сладкий вкус. Сахар и рис также придают ингредиенту красноватый оттенок. С того момента, как рыбное филе начнётся ферментировать, mam может потребоваться больше года, чтобы созреть. Mam происходит из дельты Меконга во Вьетнаме. |
| prahok                                    | Обычным ингредиентом, почти национальным достоянием, является острый тип ферментированной рыбной пасты, используемой во многих блюдах, характерный ароматизатор, известный как prahok (ប្រហុក). Это приобретенный вкус для большинства жителей Запада и является неотъемлемой частью кхмерской кухни. Его добавляют во многие блюда или используют в качестве соуса для макания. Широкое употребление prahok, которое придает солёный привкус многим блюдам, является характерной чертой, которая отличает кхмерскую кухню от кухни её соседей. Prahok можно приготовить разными способами и съесть как самостоятельное блюдо. Prahok jien (ប្រហុកចៀន) жарят и чаще всего смешивают с мясом (обычно говядиной или свининой) и перцем чили. Его можно есть с соусом, овощами, такими как огурцы или баклажаны, и рисом. Prahok gop или prahok ang ((ប្រហុកកប់) или (ប្រហុកអាំង)) покрывают банановыми листьями и оставляют готовиться на огне под камнями или над углями. Когда prahok не используется, вместо него используют kapǐ (កាពិ), разновидность ферментированной креветочной пасты. В кхмерской кухне также широко используется рыбный соус в супах и жареных блюдах, а также в качестве соуса для макания. |
| kapi                                      | Еще один распространенный ингредиент кхмерской кухни, эта ферментированная креветочная паста часто смешивается с чесноком и перцем чили и используется в качестве соусов для запечённого и жареного мяса. Он также является обычным ингредиентом некоторых салатов из карри и папайи, чтобы добавить соли и придать более насыщенный вкус. |
| mam trey tok (ферментированный змееголов) | Вариант «mam» с использованием очень популярной рыбы, обитающей в проточных реках Большой Меконга. Изобилие этой рыбы делает его популярным в Камбодже и Вьетнаме, где они ловятся и используются. Его можно съесть после того, как закончится ферментация. |
| mam bongkia (ферментированные креветки)   | Разновидность mam, которая содержит маленькие кусочки ферментированных креветок. Его часто используют в качестве ингредиента для холодных салатов с лапшой или приправ для семейных обедов. |
| teuk trey (рыбный соус)(ទឹកត្រី)             | Рыбный соус является важным ингредиентом в кхмерской кулинарии, который используется для добавления соли в супы, лапшу или маринование мяса. Он также используется в качестве соуса для окунания («tuek chr’louk»), содержащего множество разновидностей в зависимости от типа блюда, представленного в трапезе. Рыбный соус действует, чтобы уравновесить ароматы других блюд в семейной трапезе, чтобы гарантировать, что все пять вкусов будут достигнуты, чтобы создать гармоничную еду. |
| teuk krom (устричный соус)                | Устричный соус был завезён китайскими иммигрантами. Это распространённый ингредиент в кхмерской кулинарии, который придаёт острый сладкий вкус мясу и жареным овощам. Устричный соус, наряду с рыбным соусом и соевым соусом, как правило, используются вместе при заправке продуктов. |
| teuk si-iw (соевый соус)                  | Распространенный ингредиент и приправа, которую смешивают с чесноком или выдержанной редькой, чтобы употреблять в пищу с преимущественно высокобелковыми блюдами. Он используется для добавления солёных вкусов, когда рыбный соус не используется. |
| teuk siang (соус хойсин)                  | Соус Хойсин переводится с кхмерского как «соевый соус». Он используется при мариновании мяса, которое будет готовиться на гриле, и особенно для супов с лапшой, таких как «kuy teav» или «mee» (жёлтая пшеничная лапша). |
| teuk ampil (тамариндовый соус)            | Соус с использованием тамаринда в качестве основы, часто смешанный с чесноком, пальмовым сахаром и перцем чили. |

### Специи

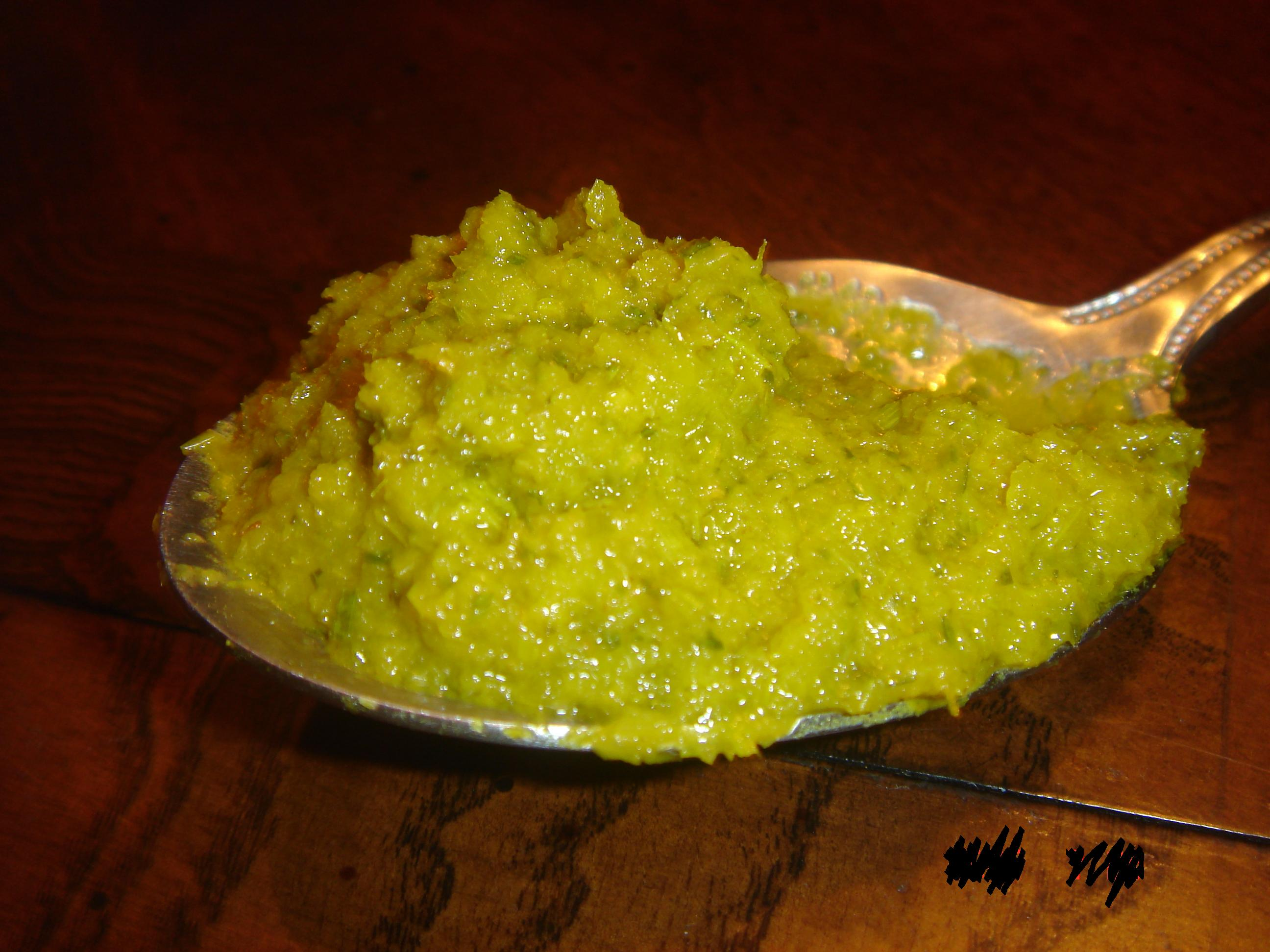
Базовая паста из камбоджийских трав и специй Kroeung.

Чёрный перец является предпочтительным выбором, когда блюдо требует тепла; он используется в жарке, супах, маринадах для жареного мяса и соусах для макания. Перец имеет долгую историю в Камбодже, его выращивают, по крайней мере, с 13 века, в то время как острый ароматный сорт из провинции Кампот (граничащей с провинцией Хатьен во Вьетнаме и Сиамским заливом на юге, а также с покрытых джунглями Слоновьих гор на севере) когда-то был главным экспортным товаром Камбоджи с конца 1800-х до 1960-х годов.
Кампотский перец когда-то был известен как король перцев, почитаемый гурманами во всем мире, особенно парижскими поварами, за его цветочные и эвкалиптовые ноты, пьянящий аромат, мускусное тепло и целебные свойства. До 1970-х годов кампотский перец использовался во всех французских ресторанах для классического блюда steak au poivre. Сегодня индустрия перца возрождается, и с тех пор, как в 2008 году она получила статус защищенного географического обозначения (который дает ему такой же особый статус, как и у шампанского во Франции), люди могут покупать кампотский перец онлайн во многих частях мира.
Джунглевый кардамон, или дикий кардамон, растет в метко названных Кардамоновых горах на юго-западе страны, граничащих с побережьем Сиамского залива на юге и провинцией Трат в Таиланде на западе. Эти огромные горы образуют часть последней оставшейся области нетронутых девственных тропических лесов в Юго-Восточной Азии и служат убежищем для обширных мангровых лесов, слонов, тигров, сиамских крокодилов и других редких и исчезающих видов, и мало кто живёт в этой области. Местные жители используют кардамон в лечебных целях и в некоторых самлорах, используя корень растения, а также стручок. Куркума (кхмер. រមៀត) выращивается в провинции Баттамбанг и является частым ингредиентом многих порошков карри, супов и блюд из риса. Шафран также почитается в местной народной медицине как средство для лечения многих недугов, особенно проблем с кожей.
Тамаринд обычно используется в качестве суповой основы для таких блюд, как samlar machu. Звёздчатый анис является обязательным ингредиентом при карамелизации мяса в пальмовом сахаре например свинины, в блюде, известном как pak lov. Куркума, калган, имбирь, лимонная трава и кафрский лайм являются важными специями в кхмерской кулинарии, кхмерских тушеных блюдах и почти во всех карри.
Skor Thnaot («Пальмовый сахар») — один из основных ингредиентов кхмерского десерта, а также некоторых карамелизирующих блюд и самлора (кхмерского супа). Его делают из сока сахарной пальмы. Он известен своим богатым ароматом и приятным коричневым цветом, который может стать отличным ингредиентом блюда. В 2016 году Skor Thnaot Kompong Speu («Пальмовый сахар Kompong Speu») был признан географическим указанием в Камбодже, а в 2019 году — в Европейском Союзе.
| - Чёрный перец (M’rech) - Сахар (Skor) - Пальмовый сахар (Skor Thnoat) - Поваренная соль (Ambel) - Кардамон (Pka Chan Ted) - Тамаринд (Ampil) | - Куркума (Romeat) - Красный перец (M’tes) - Калган (Romdeng) - Имбирь (Khnhey) - Листья кафрского лайма (Slirk Kroch Seuk) - Звёздчатый анис (Poykahk) - Листья Pandanus amaryllifolius (Slirk Toi) | - Жареный лук-шалот (K’Teum Chien) - Корни хикамы (Pehkuok) - Корни Boesenbergia rotunda (Khchiey) - Лимонная трава (Slirk Krey) - Кафрский лайм (Kroch Seouch) - Кокосовое молоко (Ktih Dohng) |

#### Kroeung
Kroeung (គ្រឿង), полученный из свежих измельченных специй, является важной ароматической пастой, обычно используемой в камбоджийской кухне. В отличие от индийских паст из пряностей, в нём почти всегда используются свежие ингредиенты, в основном лимонная трава, калган, чеснок, лук-шалот и куркума. К этой базовой смеси можно добавить корень Boesenbergia rotunda, цедру или лист лайма или регидратированный красный перец для «индивидуального kroeung», используемого для конкретных блюд.

### Овощи
Многие овощи, используемые в кхмерской кухне, также используются в китайской кухне. Овощи, такие как зимняя дыня, горькая дыня, люффа, водяной шпинат и вигна китайская, можно найти в супах и рагу. Восточные кабачки можно тушить, обжаривать или подслащивать, а также готовить на пару с кокосовым молоком в качестве десерта. Овощи, такие как грибы, капуста, молодая кукуруза, побеги бамбука, свежий имбирь, kai-lan («китайская капуста»), снежный горошек и бок-чой, обычно используются во многих блюдах для жарки. Вместе эти жареные блюда известны под общим термином chhar (ឆា). Цветки банана нарезают и добавляют в некоторые блюда из лапши, такие как nom banh chok.
| - Горькая дыня (m’reah) - Бок-чой (on choy или spei chern ko) - Капуста (spei sor или spei k’dob) - Морковь (ka rot) - Цветная капуста (phka spei или phka khat na) - Цейлонский шпинат (sa lung) - Эрингиум пахучий (chi barang) - Стебель лотоса (pro lit) - Корневище лотоса (kra’av chhuuk) - Листья бетеля (sleuk m’lu) | - Мука из тапиоки (masav sakoo) - Жемчужины тапиоки (krop sakoo) - Чайот (phlae su su) - Огурец (trasak) - Лимнофила ароматика (m’am) - Редька (chhai thav) - Баклажан (trop k’daw ko) - Тайский базилик (chi krahom) - Вигна китайская (sandaek kua) - Корень юкки (t’long mee) | - Ямс (t’long dai khla или t’Long tva poa svay) - Persicaria odorata (chi krasang tumhom) - Лук (ka chhai) - Мята (chi ankam derm) - Кориандр (chi van soy chen) - Листья нима (s’dao) - Водяной шпинат (tra kuon) - Китайское брокколи (spei khieu) - Зимняя дыня (tralach) - Ростки фасоли (sandaek bandoh) |

### Фрукты
Фрукты в Камбодже настолько популярны, что имеют собственный королевский двор. Дуриан считается «королём», мангостан — «королевой», саподилла — «принцем», а молочные фрукты (phlae teuk doh ko) — «принцессой». Другие популярные фрукты включают фрукты jan, ананас, звёздчатое яблоко, розовое яблоко, кокос, фрукт пальмиры, джекфрут, папайя, арбуз, банан, манго и рамбутан. Хотя фрукты обычно считаются десертами, некоторые из них, такие как спелые манго, арбуз и ананасы, обычно едят с сильно соленой рыбой с простым рисом. Из фруктов также производят напитки, называемые tuk krolok (ទឹកក្រឡុក), в основном коктейли. Популярные фрукты для коктейлей — дуриан, манго, бананы.
| - Ананас (mnoah) - Яблоко (phlae pom) - Кумкват (krouch khvet) - Сахарный тростник (am pov) - Кокос (doung) - Семена лотоса (krop chhuok) - Кремовое яблоко (tiep siem) - Дуриан (turen) - Молочный фрукт (phlae tirk doh ko) - Гуава (trabaek) - Джекфрут (khnor) | - Лангсат (long kong) - Лонган (mien) - Личи (kulen) - Манго (svai) - Мангостан (mang khut) - Антильский крыжовник (k’tuot) - Папайя (l’hong) - Персимон (phlae tunlop) - Питайя — драконий фрукт (phlae srakar neak или phlae tambong yak) - Слива (proun) - Помело (krouch thlong) | - Рамбутан (sav mav) - Саподилла (l’mut) - Сметанное яблоко (tiep) - Звёздный фрукт (phlae speu) - Кешью (svay chan ti) - Фруктовый чай (phlae te) - Помидор (peng paoh) - Арбуз (ov leuk) |

С 2018 года Krouch Thlong Koh Trung (помело Koh Trung), особый цитрусовый фрукт (похожий на большой грейпфрут), признан одним из географических указаний Камбоджи. Это особое помело, выращенное в коммуне Koh Trung, известен тем, что он скорее сладкий, чем кислый, как обычные цитрусовые, и не содержит семян после созревания.

### Рыба и мясо

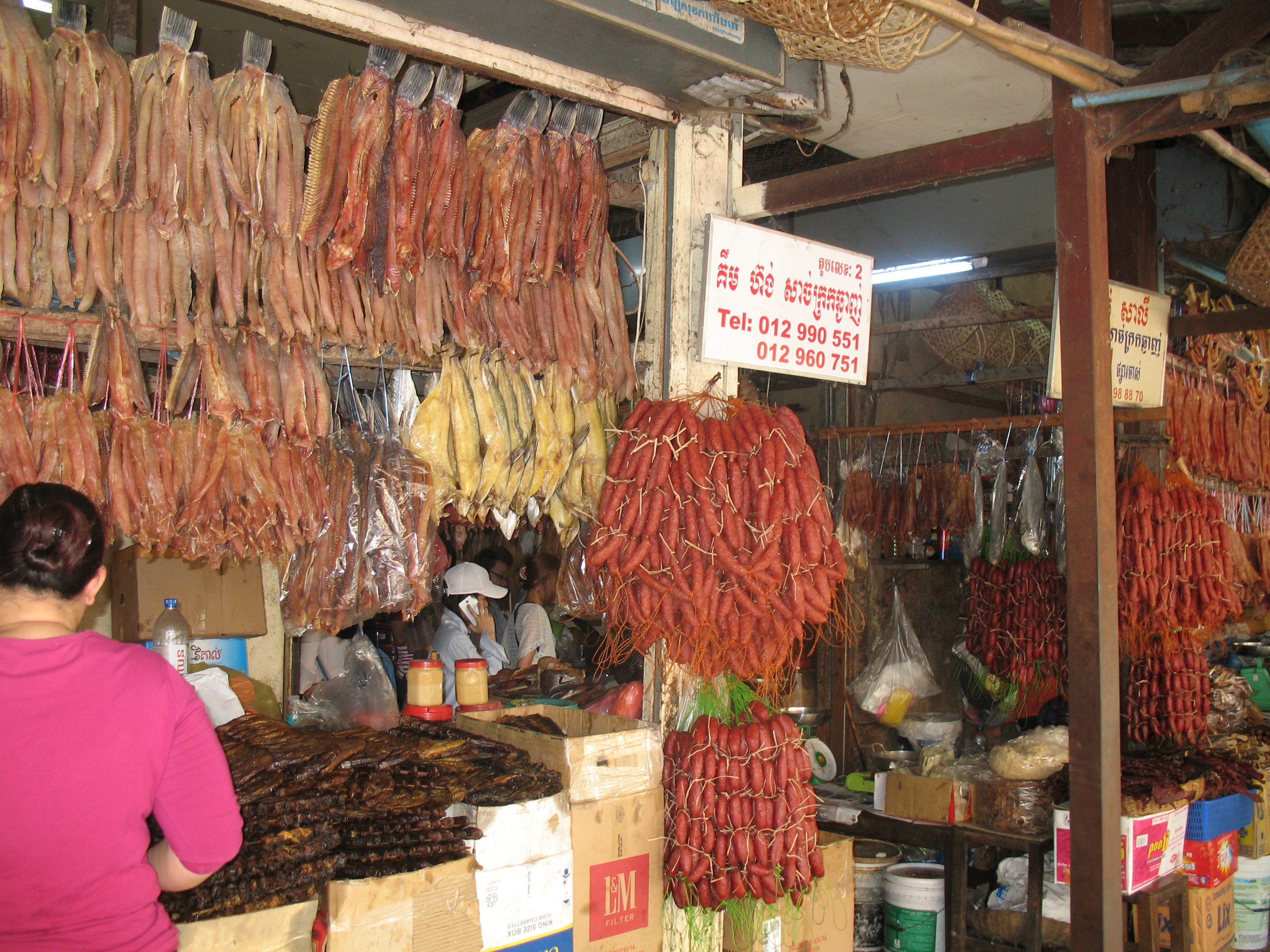
Сушеная рыба и свиные колбаски для продажи в Psah Chas, Сиемреап

Поскольку страна имеет обширную сеть водных путей, пресноводная рыба играет большую роль в рационе большинства камбоджийцев, входя во многие рецепты. Свежий улов ежедневно поступает из рек Меконг, Бассак и обширного Тонлесапа. Рыба в кхмерской кухне встречается гораздо чаще, чем мясо. Сам prahok основан на рыбе. Многие из рыб, употребляемых в пищу в Камбодже, являются пресноводными рыбами из Тонлесапа или Меконга. Сушёная солёная рыба, известная как trei ngeat (ត្រីងៀត), является фаворитом простой рисовой каши. В популярном кхмерском блюде под названием Ho mok используется разновидность сома, приготовленная на пару в пикантном кокосовом карри. Маленькая рыба, известная как Trey Dang Dau, очень распространена и часто употребляется во фритюре.
В то время как пресноводная рыба является наиболее часто используемым мясом в камбоджийском рационе, также популярны свинина и курица. Хотя вегетарианская еда не так сильно распространена, как в соседнем Вьетнаме, она является частью кхмерской кухни и часто предпочитается соблюдающими буддизм.
Свинина довольно популярна в производстве сладких колбас, известных как Sach Krok.
Говядину и курицу тушат, жарят на гриле или просто жарят. Морепродукты включают в себя множество моллюсков, таких как крабы, моллюски, сердцевидки, раки, креветки и кальмары. Гигантских пресноводных креветок, которых иногда называют речными омарами, обычно не едят из-за их высокой цены, но средний класс и богатые камбоджийцы, могущие себе позволить, любят их есть. Утка, запеченная в китайском стиле char siu, популярна во время фестивалей. Более необычные разновидности мяса включают лягушек, черепах и членистоногих (включая птицеедов), а также насекомых, таких как сверчки; их трудно найти в кхмерской кухне за границей, но они используются в повседневных блюдах в Камбодже.
| - Говядина (Sach Ko) - Свинина (Sach Chrouk) - Char siu (Chha Chiu или Sa See) - Siu mei (Kvai) - Лягушка (Kon Kaeb) - Naem — ферментированная кислая колбаса (Nem) - Rice Paper — обёртка из рисовой бумаги (Num Naem Chhao) | - Курятина (Sach Moan) - Цзяоцзы (Kiev) - Shumai (Siev Mai) - Утятина (Sach Tia) - Улитка (Khyang) - Паштет (Pat Tae) - Яичный рулет — обёртка для кондитерских изделий на пшеничной основе (Num Cha yor) | - Рыба (Trey) - Азиатский буйвол (Sach Krabey) - Тарантул (Ping Pieng Chien) - Крокодилы (Sach Krapeu) - Колбаса (Kwah Sach or Sach Krok) - Яйцо (Pong) - Popiah — обёртка для спринг-роллов Чаошань/Фуцзянь (Num Por Pear) |

### Лапша
Многие элементы камбоджийских блюд с лапшой были вдохновлены китайской кухней, несмотря на то, что в них сохранились отличительные кхмерские вариации. Prahok никогда не используется с блюдами из лапши. Лапша из рисовой вермишели используется в mee katang (មីកាតាំង), который представляет собой камбоджийский вариант chǎo fěn с соусом. В отличие от китайского варианта chǎo fěn, лапша перемешана жареной говядиной и овощами и увенчана яичницей-болтуньей. Лапша по-бирмански (មីកុឡា, Mee Kola) — это вегетарианское блюдо, приготовленное из тонкой рисовой лапши, приготовленной на пару с соевым соусом и чесночным зубчиком. Подается всё это с маринованными овощами Jroak (ជ្រក់), яйцами, нарезанными соломкой, и сладким чесночным рыбным соусом (который на самом деле не вегетарианский), украшенным измельченным арахисом. Mi Cha (មីឆា) — жареная яичная лапша.
| - Kuy teav — плоская рисовая лапша (Kuy Teav) - La mian — пшеничная/яичная лапша (Mee) - Большой плоский квадратный лист рисовой лапши — Banh Kenh | - Misua (Mee Sua) - Num Banh Chok — лапша-вермишель (Num Banh Chok) - Рис и лапша из муки тапиоки — Banh Sung | - Num Lort — лапша из тапиоки (Lort) - Banh hoi — приготовленный на пару пирог по-кхмерски (Banh Hawy) |

## Популярные блюда
Камбоджийская уличная еда (m’houp tam plouv) представляет собой сочетание влияний Китая и Юго-Восточной Азии. Существует множество разновидностей, которые часто не известны людям за пределами Камбоджи. Уличная еда считается скорее закуской, чем полноценным обедом. Продовольственные прилавки называются hang или tiam, кхмерское слово, заимствованное из китайского háng («магазин», «бизнес») или hang bai (bai означает «рис» или «еда») и для того, чтобы идентифицировать конкретную пищу для продажи, продовольственные закусочные называются, например, Hang/Tiam Kuy Teav (прилавок с рисовой лапшой) или Hang/Tiam Kafe (кофейный киоск).

### Супы с лапшой

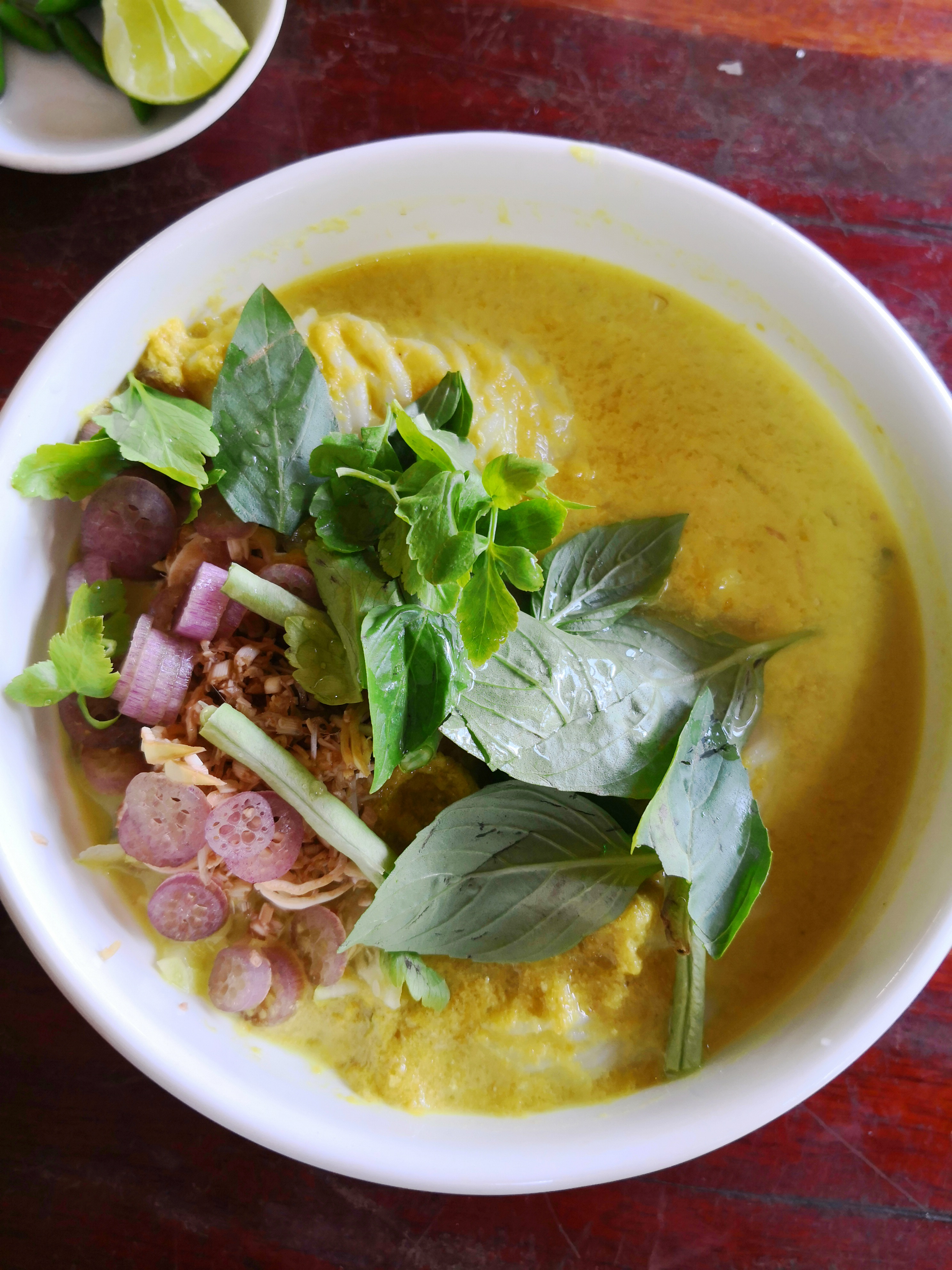
Num banh chok

Камбоджийская кухня отличается разнообразием лапши, в которой разные типы лапши используются в разных бульонах, таких как бульон kuy teav , который едят с лапшой mee sua или lort. Кхмерская лапша возникла под влиянием Китая и во многом похожа на другую лапшу Юго-Восточной Азии.

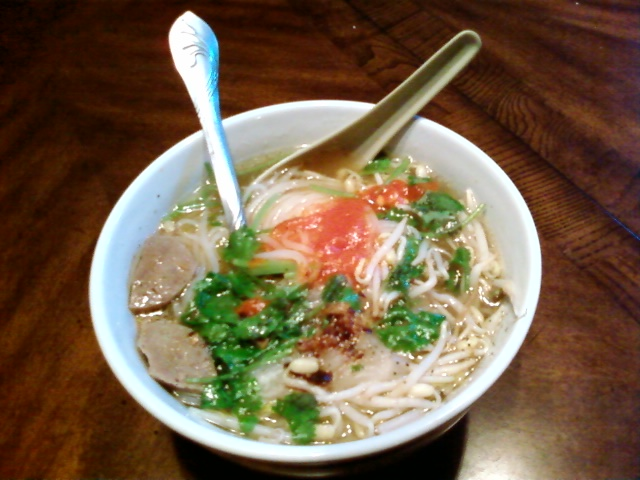
Миска с kuy teav.

| Название                                           | Описание |
| -------------------------------------------------- | --- |
| Kuy teav (плоская рисовая лапша) (គុយទាវ)            | На кхмерском языке kuy teav относится к блюду и самой рисовой лапше. Это традиционное блюдо из рисовой лапши на основе свиного бульона является популярным завтраком в Камбодже и пользуется популярностью в соседних странах и в странах с большим количеством кхмеров. Первоначально разработанный камбоджийцами китайского происхождения, он всегда подается с гарниром из листьев салата, ростков фасоли, измельчённого зелёного лука, зубчатого кориандра, чёрного кампотского перца, сока лайма и карамелизованного чесночного масла. Kuy teav можно подавать одним из двух способов: со всеми ингредиентами в супе или отдельно от супа. Обе варианта содержат одинаковые ингредиенты и позволяют посетителю контролировать баланс вкусов, температуры и текстуры. Пномпеньская версия kuy teav (называемая вьетнамцами hu tieu Nam Vang) является наиболее экстравагантной и часто содержит некоторые или все следующие начинки: свиное брюшко, свиной фарш, застывшую свиную кровь, нарезанные свиные субпродукты, такие как кишечник, сердце, печень и легкие, жареная утка, креветки из реки Меконг, рыбный пирог и кальмары. Современные версии kuy teav с говядиной, курицей или морепродуктами (а не оригинальный бульон на основе свинины) появились недавно, но множество гарниров, которые отличают kuy teav, остаются прежними. |
| Kuy teav Ko Kho (карамелизированная рисовая лапша) | Блюдо с рисовой лапшой, созданное из томлёной/тушеной говядины в сочетании с плоской рисовой лапшой. Он отличается французским влиянием, включая картофель и морковь, посыпанные чесноком и кинзой. Его тоже едят с хлебом. Подобное блюдо существует во Вьетнаме под названием hủ tiếu bò kho. |
| Mee Kiev (клецки с лапшой)                         | Mee означает яичная лапша, а Kiev означает клецки, от хоккиенского «Kiau» — это кхмерская интерпретация супа вонтон. Бульон прозрачный, посыпанный китайским чесноком, а пельмени наполнены приправленным фаршем из свинины и креветок. Вариации часто подают с жёлтой пшеничной лапшой и смесью рисового зерна и рисовой лапши (Kuy teav Mee Kiev). |
| Num banh chok (означает рисовая лапша)             | Известное и любимое камбоджийское блюдо, которое можно купить у уличных торговцев, в ресторанах, на продуктовых рынках (psahs), таких как Psah Thom Thmey (Центральный рынок, Пномпень), и в магазинах. По-английски её часто называют просто кхмерской лапшой из-за её повсеместного распространения по всей стране. Nom ban chok — типичное блюдо для завтрака, изначально являвшееся региональным деликатесом из провинции Кампот, состоящее из лапши, кропотливо растёртой из риса, с добавлением зелёного карри на рыбной основе, приготовленного из лимонной травы, корня куркумы и кафрского лайма. Свежие листья мяты, ростки фасоли, стручковая фасоль, цветок банана, огурцы и другая зелень укладываются сверху блюда. Существует также версия с красным карри, которая обычно используется для церемоний и свадебных торжеств (см. Samlor kari). Подобные блюда есть в Таиланде, Лаосе и Мьянме. |
| Num Banh Chok Somlar Kari                          | Блюдо с рисовой лапшой, которое едят с кхмерским супом карри. Карри может быть жёлтым (основа для супа из куркумы) или красным (основа для супа с чили-карри) в зависимости от типа приготовленного супа и обычно включает курицу (включая ножки) или говядину, картофель, лук и морковь. |
| Num Banh Chok Namya                                | Блюдо из рисовой лапши на основе с тайским кислым супом (тайская Namya), популярное во время фестивалей и семейных встреч. Он содержит те же овощи и травы, что и в Num Banh Chok Teuk Prahok, хотя название основано на тайской зелёной пасты карри. |
| Num Banh Chok Kampot                               | Фирменное блюдо города Кампот с салатом из холодной рисовой лапши, а не суповой основой из Num Banh Chok. В него входят нарезанные рисовые блинчики с начинкой, различные травы, молотые орехи, свиная ветчина и рыбный соус. |
| Num Banh Chok Teuk Mahech                          | Фирменное блюдо города Кампот — суп из прозрачного рыбного бульона (в котором не используется прахок), приготовленный с зелёным луком и овощами. Это региональное фирменное блюдо, которое не встречается в Пномпене и других частях Камбоджи, где едят кхмерские и вьетнамские варианты Num Banh Chok. |
| Num Banh Chok Samlor Yuon                          | Суп с рисовой лапшой, происходящий от Киньского (вьетнамского) населения в городских районах Камбоджи. Он больше всего похож на вьетнамский Bún Riêu с красной кровяной суповой основой из свинины и шариками из крабового фарша. В нём также больше разнообразия трав и овощей, не используемых во Вьетнаме. |
| Banh Sung                                          | Слизистое блюдо из рисовой лапши, которое является распространенной закуской на рынках Южной Камбоджи. Он включает кокосовое молоко, рыбный соус, свиной окорок, а также ассорти из мяты и овощей. Это похоже на вьетнамское блюдо bánh tằm bì. |

### Samlor(суп/тушёное мясо) иchhnang plerng(горячий горшок)
Samlor относится к супам, которые едят с рисом, а суп относится к блюдам, которые можно есть без риса, обычно это блюда китайского или европейского происхождения. Chhang Plerng относится к общему термину «горячий горшок», которое часто едят в сухой «холодный» сезон (зимой) и во время поздних ночных посиделок.

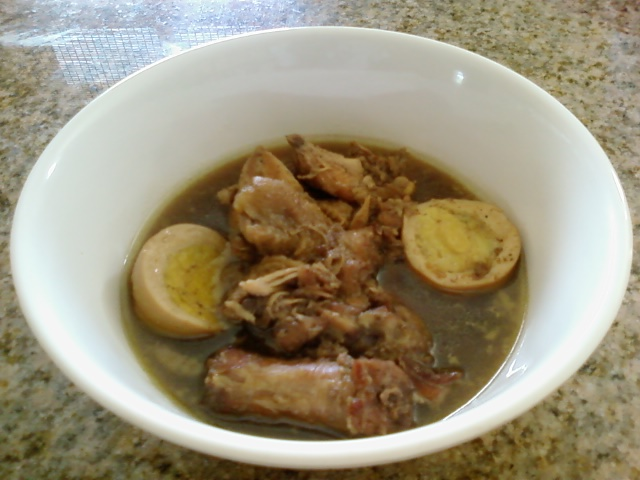
Khor, сытное тушеное мясо из свиных рысаков с цельными яйцами, приправленное карамелизованным пальмовым сахаром, рыбным соусом и чёрным кампотским перцем.

| Название                        | Описание |
| ------------------------------- | --- |
| Samlar machu (សម្លម្ជូរ)           | На самом деле обозначает целый класс samlor, в котором доминирующим вкусом является ароматическая, цитрусовая терпкость, и существует множество различных вариантов. Из всех основных вкусов (соленый, сладкий, пряный, кислый, горький, умами), кхмеры больше всего любят кислинку, почти в каждом городе или провинции есть собственная уникальная версия samlor machu, включая samlor machu kroeung (с пастой kroeung, куркумой, цветком утренней зари, кориандром, тушёными говяжьими ребрышками и рубцом), samlor machu Khmer Krom (с помидорами, ананасом, сомом, корнем лотоса и священным базиликом) и samlor machu Siem Reap (с побегами бамбука и крошечными пресноводными креветками). Кислинка и цитрусовый аромат могут исходить от прахока, тамаринда, лимонника, кафрского лайма, сока лайма или трав, таких как лимонный базилик. Он родственен вьетнамскому кислому супу canh chua. |
| Samlar kakou (Khmer: សម្លកកូរ)    | Традиционное блюдо Камбоджи. Суповая основа создается из разнообразных овощей, которые отражают окружающую среду сельской Камбоджи, а также использование прахока для создания острого солёного вкуса. |
| Samlar prahaer (Khmer: សម្លប្រហើរ) | Это рыбное рагу, приправленное прахоком и kroeung из лимонной травы, куркумы, китайского имбиря и чеснока. Основными овощами, входящими в рагу, являются тыква кабоча, дашин и различные грибы. Другие местные овощи добавляются в зависимости от вкуса и наличия. |
| Babor (рисовая каша) (បបរ)      | Это типичное блюдо для завтрака, полученное из стандартного китайского отвара, имеет множество региональных камбоджийских вариантов. Тип каши, приготовленной из белого риса, простого или с куриным или свиным бульоном, и подаётся со свежими ростками фасоли, карамелизированным чесночным маслом, зелёным луком, омлетом, жареными хлебными палочками или сушёной рыбой (trey ngeat) из Тонлесапа. Babor prai — это название распространённого на рынках блюда из солёной сушёной рыбы с рисовой кашей. |
| Kho (ខ ឬសម្លខ)                   | Тушеная свинина или тушеная курица с яйцом, приправленная карамелизированным пальмовым сахаром, рыбным соусом и чёрным кампотским перцем. Он может содержать тофу или побеги бамбука и часто заменяет перепелиные яйца куриными. Типичное блюдо кхмер-кром, khor похож на вьетнамское блюдо thịt kho и филиппинское блюдо под названием humba. |
| Hong                            | Тушёная говядина, похожая на kho, за исключением того, что в ней нет яиц и широко используется темный соевый соус. Блюдо также слаще и солёнее, чем kho. Это блюдо происходит от южнокитайских мигрантов и похоже на hongshao rou. |
| Chap chai                       | Кхмерский суп китайского происхождения, приготовленный из капусты, грибов и перепелиных яиц. Бульон прозрачный, а травы — это камбоджийские ингредиенты для того, чтобы суп получился сытным. |
| Ngam nguv                       | Куриный суп, приправленный цельными маринованными лимонами. |
| Samlar kari (សម្លការី)             | Камбоджийский суп карри. Это традиционное свадебное и праздничное блюдо, состоящее из кокосового куриного карри, слегка приправленным паприкой, с суповой консистенцией, часто приготовленное со сладким картофелем и нарезанным соломкой луком. Суп также используется в качестве соуса для обмакивания свежих багетов, в то время как nom ban chok samlor kari часто подают на завтрак на следующий день, в него входят те же ингредиенты, что и для приготовления nom ban chok, но используя бульон samlor kari вместо традиционного бульона из куркумы и рыбы, который используется для приготовления nom ban chok. Использование французского багета пришло из колониального прошлого Камбоджи. |
| Chhnang plerng (горячий горшок) | Это самая распространенная форма горячего горшка, которую едят в Камбодже, когда между членами семьи посередине стола ставят нагретую кастрюлю с прозрачным бульоном, мясом и разнообразными овощами. Chhnang plerng — это общий термин для обозначения горячего горшка, и существует множество горячих горшков, которые имеют разные названия со смешанным влиянием Китая. - Yao hon или yaohon (យ៉ៅហន): Банкетный горячий горшок для обмакивания говядины, креветок, шпината, укропа, капусты напа, рисовой лапши и грибов. Он отличается от камбоджийского chhnang plerng или других азиатских горячих горшков тем, что в нём есть острый кокосовый бульон, а не прозрачный бульон. Он похож на японское сукияки, однако происходит от китайского горячего горшка. - Chhnang dei: Разновидность супа chap chai в горячем горшке, который едят с mee (яичная лапша) или mee sua (лапша из азиатской фасоли). - Chhnang phnom plerng (вулканический горячий горшок/камбоджийское барбекю): Уникальное барбекю в камбоджийском стиле, похожее на лаосские и тайские аналоги. Его подают на горячем горшке, прикреплённом к грилю, который позволяет мясу вариться и выделять соки в бульон, делая суп вкуснее с течением времени. |

### Chha(жареные блюда) и блюда из риса
Термин chha относится к методам жарки, ввезёнными китайскими иммигрантами (от хоккиенского Tshá).

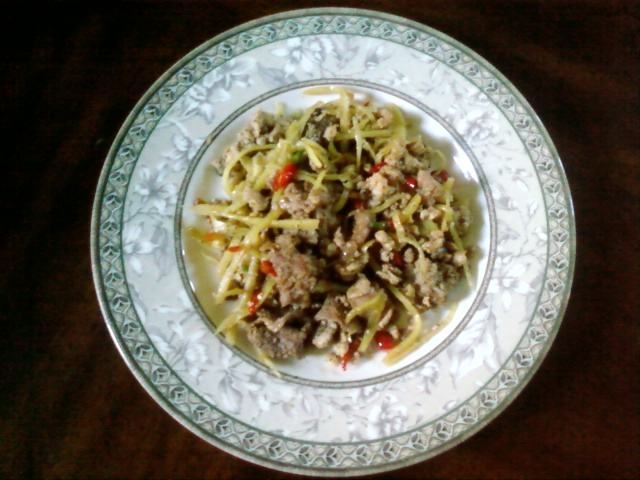
Chhar khnyey Камбоджийская перченая курица с нарезанным соломкой корнём имбиря.

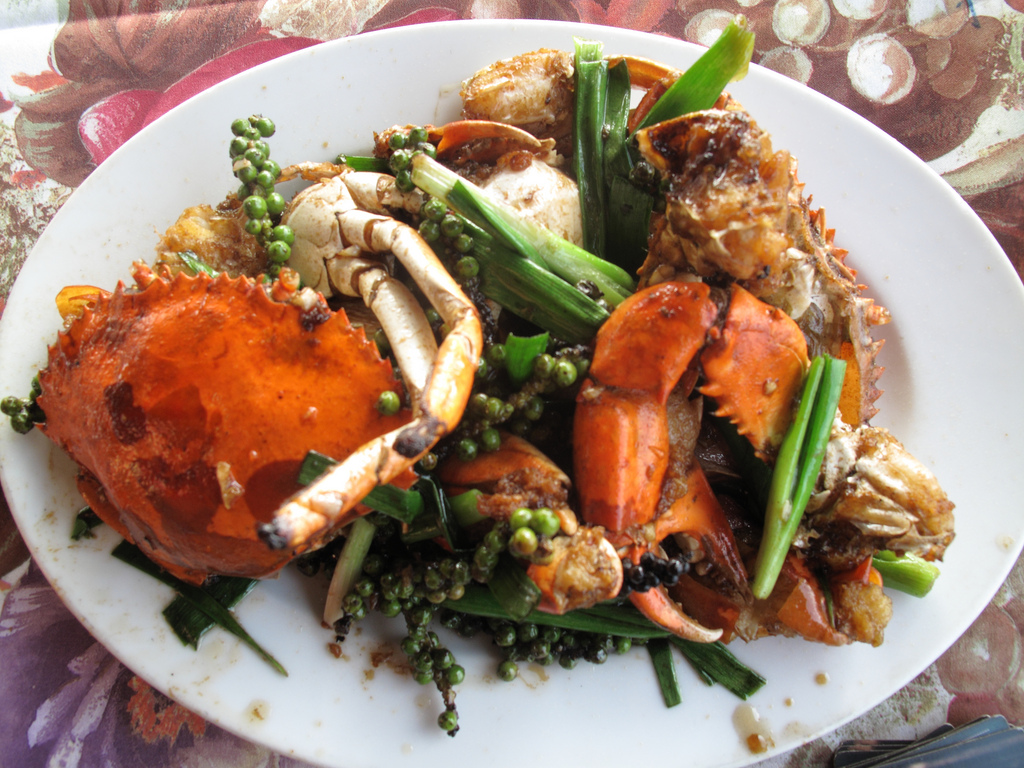
Знаменитое фирменное блюдо из провинции Каеп — краб, обжаренный с зелёным кампотским перцем

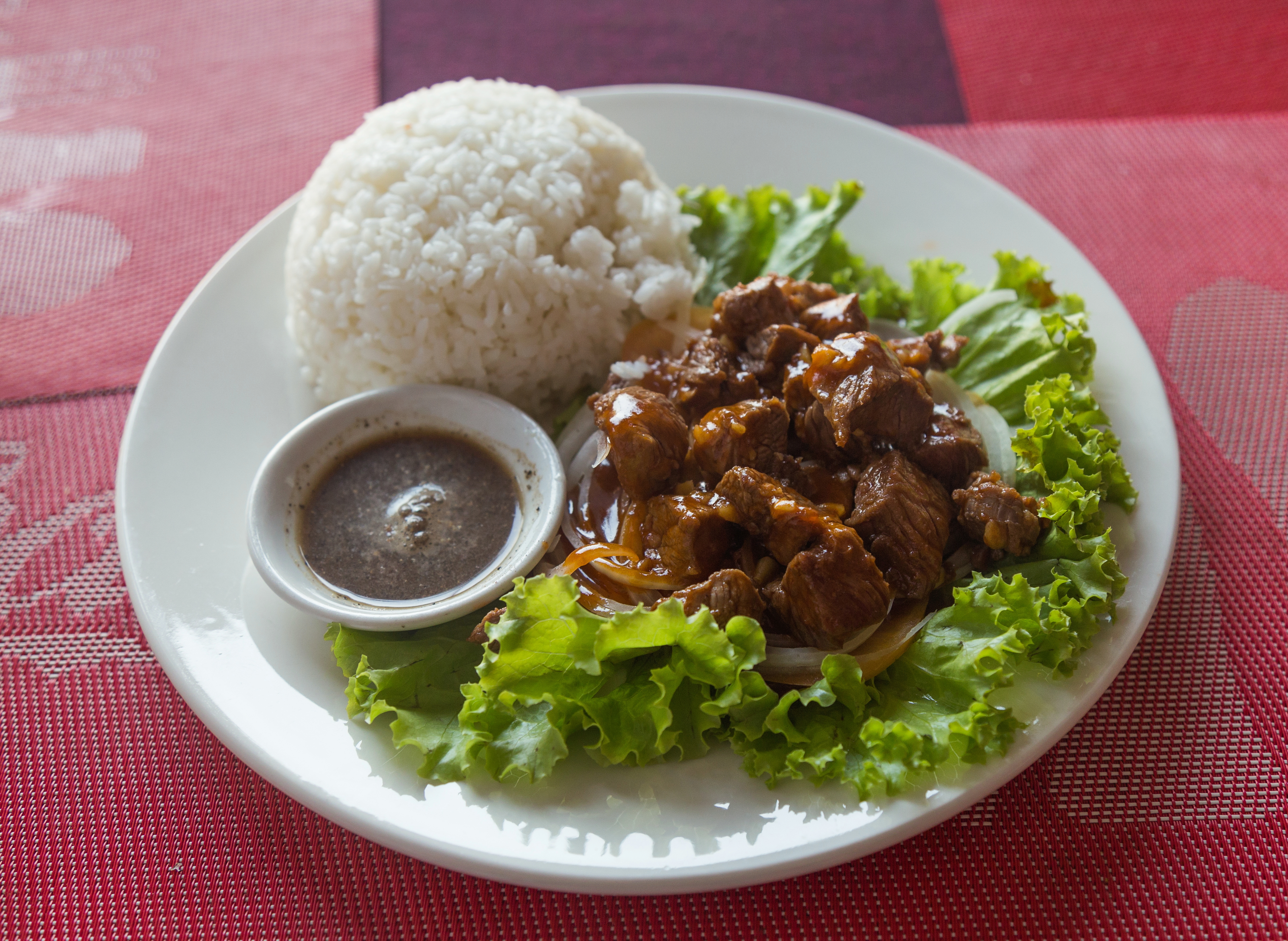
Lok lak

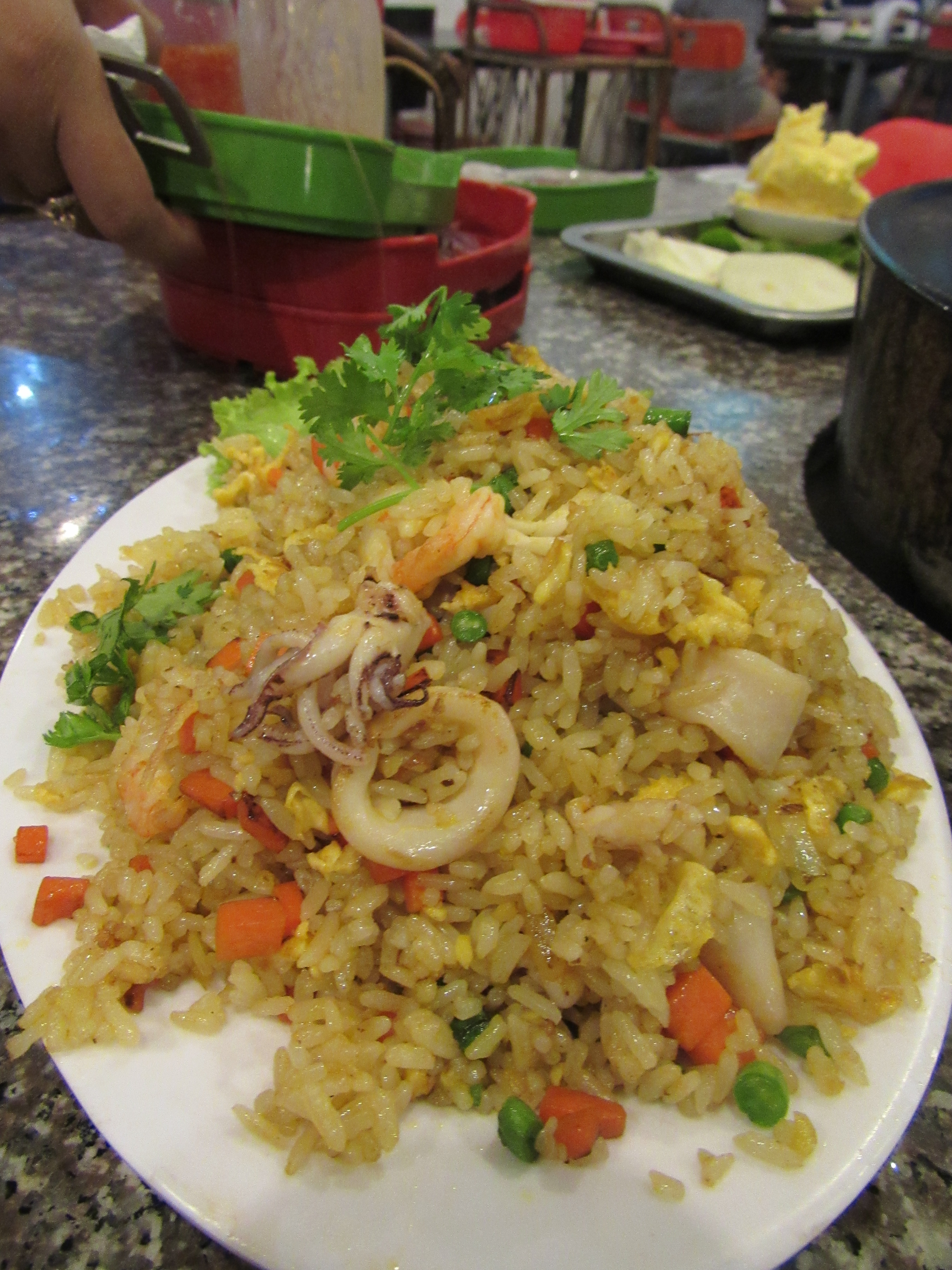
Жареный рис

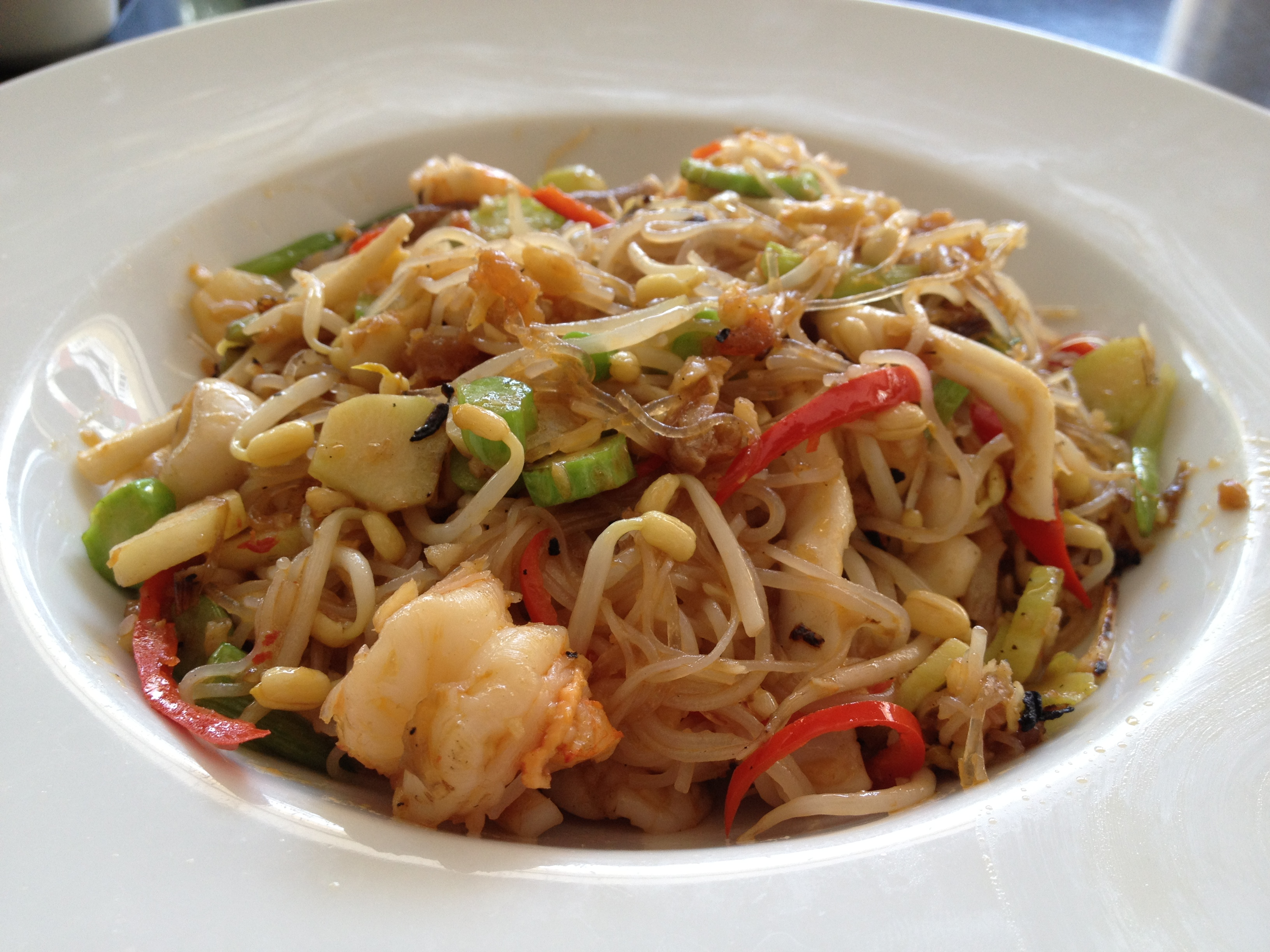
Жареная лапша с морепродуктами

| Название                                                  | Описание |
| --------------------------------------------------------- | --- |
| Chha Kuy Teav (жареная плоская рисовая лапша)             | Это кхмерская версия жареной плоской лапши, которая является фирменным блюдом южных регионов Камбоджи. Он часто включает в себя использование темного и сладкого соевого соуса и различного ассортимента мяса. Он украшен обжаренным зелёным луком, яйцом, свиной ветчиной и кусочками рисовые блинчики. |
| Chha Kh’nhei (ឆាខ្ញី) (жареный имбирь)                       | Острое жареное (chhar) мясо, обычно курицы, угря или лягушки, приправленный нарезанным соломкой имбирным перцем, чёрным кампотским перцем, чесноком, соей и иногда свежим халапеньо или перцем. |
| Bai Chha (បាយឆា)                                            | Это кхмерский вариант жареного риса, который включает китайские сосиски, чеснок, соевый соус и зелень, обычно едят со свининой. |
| Bai sach chrouk                                           | Это обычная уличная еда на завтрак, включающая рис, жареную свинину char siu, яйцо (омлет, приготовленное на пару, жареное или карамелизованное), суп из зелёного лука, Chrok (собранные овощи) или консервированную редьку, а также соевый соус или приправы к рыбному соусу. |
| Bai Moan (курица с рисом)                                 | Это камбоджийская уличная еда китайского происхождения от хоккиенских и хайнаньских иммигрантов 17 века. Он похож на малайзийский/сингапурский хайнанский рис с курицей, за исключением того, что паста из лимонной травы (kreoung) смешивается с рисом перед приготовлением на пару. |
| Phak Lav                                                  | Это блюдо из карамелизированных/тушеных органов, как домашнее блюдо, так и популярная уличная еда. Подобное блюдо существует во Вьетнаме под названием Phá Lấu. |
| Mee Chha                                                  | Обычная уличная еда, где пшеничная жёлтая лапша перемешивается, жарится с говядиной и овощами и подается посыпанным сверху яйцом и соусом. |
| Trakuon Chha (обжаренный водяной шпинат)                  | Это обычное овощное блюдо, которое едят на обед. Водяной шпинат (Ипомея водяная) обжаривают в масле вместе с чесноком, красным перцем, свиным фаршем, ферментированными соевыми бобами и соевым соусом. |
| Lort Chha                                                 | Камбоджийская толстая короткая лапша из тапиоки с добавлением яиц и курицы, которую едят в основном с рыбным соусом. Различные варианты существуют в Таиланде, Лаосе и Гонконге. |
| Mee Kantang (មីកាតាំង)                                        | Широкая рисовая лапша в устричном соусе обычно обжаривается с яйцами, молодой кукурузой, морковью, китайским брокколи, грибами и различными видами мяса, обычно говядиной. Название блюда буквально переводится как лапша в кантонском стиле на кхмерском языке, раскрывая его происхождение среди раннего кантонского сообщества в Камбодже, а также похожа на говядину с соусом в гонконгском стиле.                                                                            |
| Mee Sua Cha                                               | Это блюдо, в котором фунчоза обжаривается с чесноком, овощами, грибами, устрицами, рыбой и соевым соусом. Блюдо чаще всего готовят во время праздников, таких как Pchum Ben, или храмовых фестивалей, чтобы подарить монахам или почтить память предков. |
| Mee Kola                                                  | Рисовую лапшу обжаривают и заправляют устричным соусом, затем кладут в миску, куда добавляют орехи, ассорти из овощей и рыбный соус. Мясные варианты этого блюда существуют и в кхмерских вариациях. |
| Mee M’poang (хрустящая пшеничная лапша)                   | Хрустящая жареная лапша из Гонконга с начинкой из говядины, моркови, кайлана и соуса. Он похож на вьетнамское блюдо «mi xao». |
| Bo luc lac (ឡុកឡាក់)                                         | Это блюдо из говядины франко-индокитайского происхождения. Он состоит из жареной маринованной говядины, нарезанной кубиками, смешанной со свежим красным луком, подаётся на подушке из салата, огурцов и помидоров и заправлено соусом, состоящим из сока лайма, морской солью и чёрным кампотским перцем (tek merec). Региональные варианты включают lok lak Americain, которая встречается в меню бистро в Пномпене, отличается добавлением чипсов (а не риса) и жареного яйца. |
| Sach Chrouk Sa See (Char Siu)                             | Кхмерское вариант приготовления свинины Char Siu, её часто добавляют в бутерброды num pang или как обычное мясо для завтраков Bai Sach Chrouk. |
| Sach Chrouk Kvay                                          | Жареная свинина в китайском стиле, которую обычно едят с белым рисом, прахоком или капи (рыбной или креветочной пастой) и сырыми овощами. Этот метод относится только к особой технике обжарки, созданной китайскими иммигрантами. Другие формы блюд из свинины называются «ang» (что означает «гриль, запекание» и т. д.). |
| Kwah Ko/Kwah Chrouk                                       | Консервированная говяжья или свиная печень, похожая на кантонский Lap Cheong. |
| Phahut                                                    | Рыбный пирог, который растирают и смешивают с kreoung в ступке пестиком. Затем из него формируют котлету и жарят во фритюре. Его часто едят с рисом, сладким рыбным соусом и сырыми овощами. |
| Kdam Chha Mrech Kampot (жареный краб с кампотским перцем) | Знаменитое блюдо из морепродуктов из прибрежных провинций Камбоджи, Kdam Chha Mrech Kampot — одно из любимых блюд местных жителей и иностранцев. Крабы будут приготовлены в пикантном соусе с добавлением чеснока, зеленого лука и кампотского перца — уникальной специи, признанной географическим указанием Камбоджи. Разновидностью этого блюда является добавление молока, яиц или порошка карри.                                                                             |

### Nhoam(салаты), роллы иchamhoy(приготовленные на пару продукты)

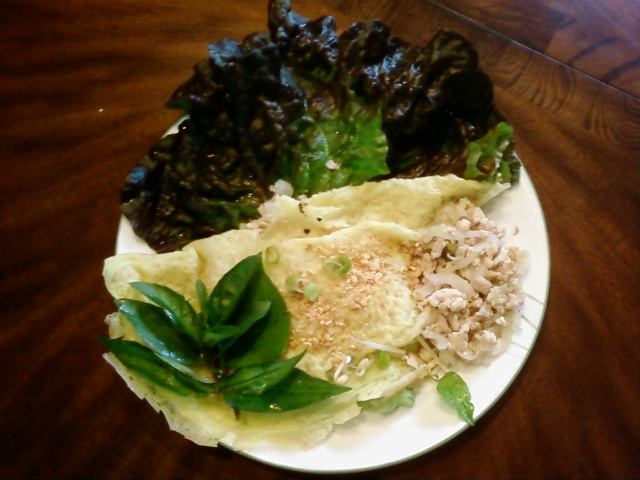
Banh chiao

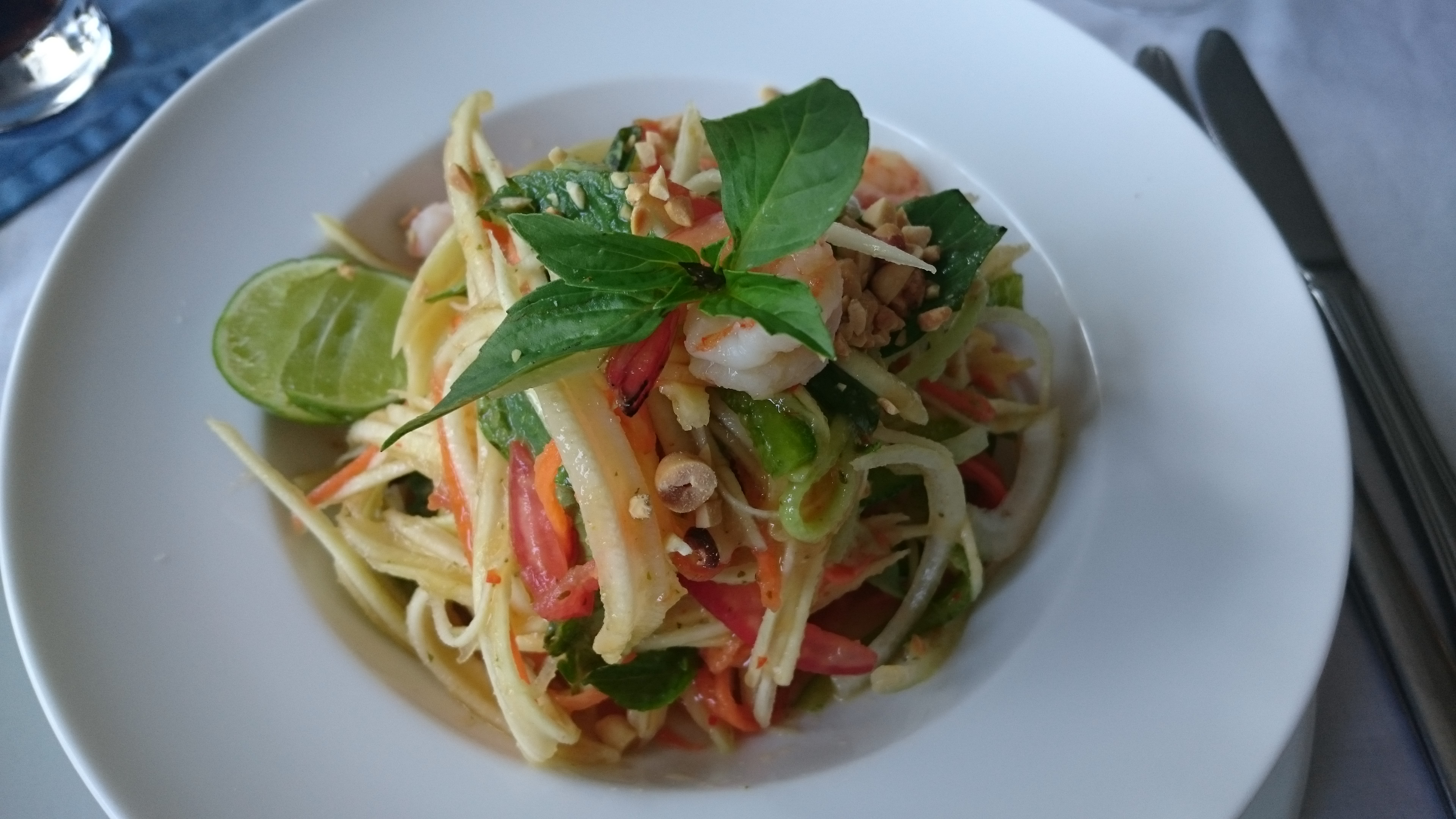
Салат из зелёного манго

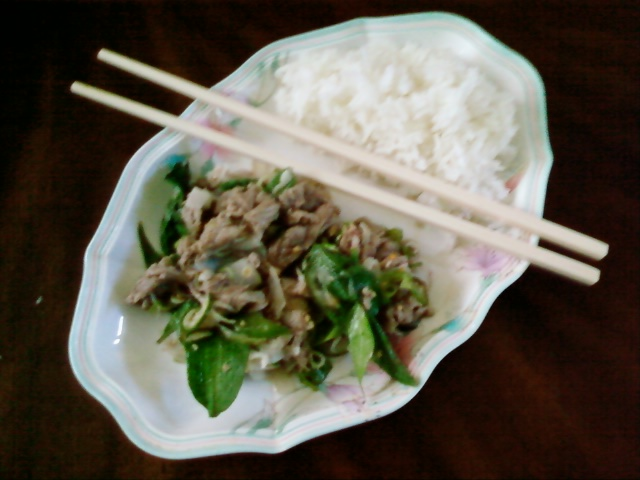
Pleah, салат из говядины с прахоком (ប្រហុក).

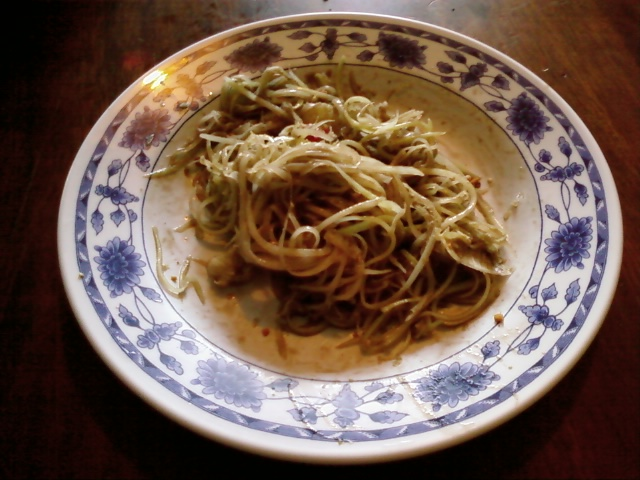
Bok l’hong, пикантный салат из незрелой зелёной папайи, перца и помидоров черри, растертых в ступке с пестиком

| Название                                                                                            | Описание |
| --------------------------------------------------------------------------------------------------- | --- |
| Kuy Teav Kat (нарезанная плоская рисовая лапша)                                                     | Блюдо, похожее на китайское cheong fun. Рисовую смесь готовят на пару, в неё добавляют свиной фарш, скатывают и разрезают на более мелкие кусочки. Подается с овощным ассорти, нарезанным яичным рулетом с начинкой, орехами, рыбным соусом и свиной ветчиной. Это фирменное блюдо в регионах Пномпень и Такмау. |
| Naem Chao (сырая рисовая бумага) (кхмер. ណែម)                                                        | Салатный рулет, в который добавляют различные овощи и мясо и заворачивают, как яичный рулет, в съедобную рисовую бумагу. Его происхождение — Вьетнам. |
| Chai Yor или Naem Chien (жареный яичный рулет с начинкой, название зависит от используемой обертки) | Кхмерский жареный яичный рулет с начинкой из кантонской кухни (так называемый Ceon Gyun). Рецепт варьируется от провинции к провинции, от дома к дому. |
| Num Porpear                                                                                         | Десерт, в котором обертка происходит от китайской Popiah. Эта обертка для яичного рулета также существует в Таиланде, Филиппинах, Малайзии, Сингапуре и Индонезии. Porpear часто служит оберткой на десерт для мясного ассорти, где существует множество разнообразных блюд. |
| Nhoam («смешанные сырые овощи или азиатский салат») (ញាំ)                                             | Это общий термин для множества салатных блюд, которые часто включают фунчозу (mee sua), варёную курицу и различные зелень и цветы. |
| Ban hawy (បាញ់ហយ)                                                                                     | Нитевидная лапша, которую подают в миске с различными овощами, жареным свиным фаршем в соевом соусе, устричном соусе и рыбном соусе, а сверху в качестве подливки выступает рыбный соус и сладкое кокосовое молоко. Другие варианты включают свиной окорок и мясо на гриле. Вариации этого блюда существуют по всей Юго-Восточной Азии. |
| Amok trey (អាម៉ុកត្រី)                                                                                   | Наверное, самое известное блюдо Камбоджи среди посетителей; похожие блюда есть и в соседних странах. Филе пресноводной рыбы (обычно змееголов или меконгский сом) покрывают ароматным kroeung (толченый лук-шалот, лимонная трава, чеснок, кафрский лайм), жареным измельченным арахисом, кокосовым молоком и яйцом, а затем заворачивают в банановые листья и готовят на пару до тех пор, пока оно не станет похожим на мусс. В отличие от тайской, лаосской и малайзийской версий одного и того же блюда, оно не должно быть пряным, а скорее душистым, пикантным и ароматным. |
| Pleah sach ko (ភ្លាសាច់គោ)                                                                               | Салат из вяленой говядины с лаймом и прахоком, иногда также включающий говяжий рубец, посыпанный тонко нарезанным фиолетовым азиатским луком-шалотом, мелко нарезанным редисом, измельченным жареным арахисом и свежими травами, такими как мята и базилик. Оно очень популярно на свадьбах и в особых случаях. |
| Bok L’hong (បុកល្ហុង)                                                                                  | Кхмерский салат из зелёной папайи, растертый в ступке пестиком. Родственный лаосскому Tam mak hoong, салат может включать травяное дерево карри, азиатский базилик, фасоль, жареный арахис, помидоры черри, солёные консервированные маленькие крабы, копчёную или сушёную рыбу и перец чили. Смешивается с пикантной заправкой из сока лайма, рыбным соусом. |
| Mam L’hong                                                                                          | Кхмерский салат из зелёной папайи, похожий на Bok L’hong, за исключением того, что в нём используется Mam, обычно Kapi. |

### Num(выпечка)
| Название                                 | Описание |
| ---------------------------------------- | --- |
| Num Pang (хлеб)                          | Камбоджийский вариант вьетнамского Bánh Mì. Аналогичный вариант также едят в Лаосе и называют Khao jee pâté. Это сэндвичи с мясным ассорти, сырыми овощами и маринованными овощами, а также с паштетом (на кхмерском «Pat tae»), маслом и майонезом. |
| Num Pang Ang Sach Ang                    | Это закуска, в которой хлеб нарезают на маленькие кусочки, смазывают маслом и слегка обжаривают. Их подают с мясными шашлыками сатай и маринованными овощами. |
| Num Pang Ang Prai M’tes                  | Это ещё одна разновидность потребления хлеба, когда весь хлеб приправляют маслом, острым соусом и солью и непрерывно жарят на гриле. Блюдо можно подавать, нарезав хлеб на квадратные кусочки и подавая со свиной ветчиной, майонезом, острым соусом и обжаренным зеленым луком. Это также очень популярная улица во Вьетнаме, где её называют «Bánh mì Khơme» (кхмерский хлеб) или «Bánh mì nướng muối ới» (соленый острый хлеб на гриле). |
| Num Pav                                  | От китайского Baozi или Ham Bao. Он был ввезён китайскими иммигрантами и является популярным блюдом для завтрака, где также можно увидеть зелёный и красный Бао, созданный из кожуры пандана и драконьих фруктов. |
| Num Bong-Kaong                           | Кхмерские креветочные пироги, которые жарят во фритюре в черпаке и едят с различными блюдами из риса и лапши. |
| Num pang chen (буквально китайский хлеб) | Хлеб с зеленым луком часто называют китайской пиццей. Он сочетает в себе блюда китайской и французской кухни. Он плоский, запекается и жарится одновременно, а не просто жарится, как его китайский аналог. |
| Num Banh Chao (បាញ់ឆែវ)                     | Вьетнамский креп из кокосового молока, рисовой муки и куркумы. Кроме того, как начинку добавляют свиной фарш и ростки фасоли, чтобы добавить аромат и контраст в текстуре, которые едят с различными овощами и рыбным соусом. |
| Kralan (ក្រឡាន)                            | Пирог (nom), сделанный из смеси риса с фасолью или горохом, тертого кокоса и кокосового молока, пальмового сахара и иногда кунжута, приготовленный на пару на бамбуковом шесте, который медленно обжаривается на древесном угле. Этот десерт происходит из Лаоса и Таиланда, где десерт называется «Khao Lam» (что означает жареный рис).                                                                                                   |
| Num Yip                                  | Желтый звездообразный десерт из яичного желтка, муки и сахара. |
| Sankya Lapov (សង់ខ្យាល្ពៅ)                    | Десерт из тыквы и кокосовой стружки. Он берет свое начало в Таиланде, когда португальский повар представил тайскому королю технику заварного крема, придумав термин «Sankya». Его часто добавляют в камбоджийские десерты пудинга под названием Cha Houy teuk. |
| Num Banh Duc                             | Пандановый десерт из рисовой муки и крахмала тапиоки. |
| Num Plae Ai                              | Десерт из тапиоки с начинкой из пальмового сахара и кокосовой стружкой. Это традиционный десерт, который подают на свадьбах вместе с тортом мужа и жены и пандановыми десертами. Его можно изготовить в разных цветах, добавив красивую цветовую гамму. Его также называют «тортом, убивающим мужа» из-за того, как легко подавиться, когда его едят.                                                                                       |
| Num Poh Peay                             | Десерт из клейкой рисовой муки, который часто называют «маниоковые шелкопряды». Рисовую смесь формуют в червеобразную форму и варят, затем посыпают кокосовой стружкой, азиатской фасолью и жареным кунжутом. Его едят со сладким кокосовым молоком. |
| Num Kaov/A’Kaov                          | Это паровые капкейки, приготовленные из рисовой муки. Камбоджийский сочетает в себе использование пальмового сахара (Thnaot), создавая белый (кокос), жёлтый (сахарная пальма) и зелёный (пандан) варианты. Это популярная уличная десертная закуска, которую подают во время традиционных свадеб. |
| Num Chak Chan                            | Четырёхслойный торт, приготовленный на пару, содержит пандан и кокосовое молоко. Это обычный юго-восточный десерт, который также используется на десертных банкетах на кхмерских свадьбах. |
| Num Krok                                 | Кхмерская уличная закуска на основе кокоса. Кокосовое молоко смешивают с рисовой мукой с добавлением зеленого лука и варят на чугунной сковороде с полусферическими формами. |
| Num Ka’Chai                              | Это кхмерская уличная закуска китайского происхождения. Это рисовые клецки в сочетании с чесноком, обжаренные на горячей поверхности, напоминающие блин с луком. В Камбодже пирог едят в сочетании с другими блюдами, чтобы добавить текстуру, или едят со сладким рыбным соусом. |
| Num Pia                                  | Китайско-кхмерский торт, который принято есть и дарить во время праздников. Это фирменное блюдо в районах Сием Рип, Кампот, Пномпень и Та Кхмау, уникальное благодаря специальному красному штампу на верхней части торта. |
| Num Kroch (апельсиновый торт)            | Кунжутный шарик китайского происхождения, обжаренный с начинкой из маша. Его называют «апельсиновым пирогом» из-за формы и цвета после жарки. |
| Num Kong                                 | Азиатский пончик китайского происхождения, который представляет собой обжаренное во фритюре свиное сало и жареные кунжутные хлопья. |
| Num Pong (яичный пирог)                  | Азиатский пончик родом из Китая, где тесто обжаривается во фритюре и взбивается с молоком. Это десерт, который часто можно увидеть в азиатских магазинах за границей. |
| Chak Kwai                                | Это выпечка, импортированная иммигрантами из Хоккиена. Его едят с камбоджийскими Kuy Teav и Babor, а также со сгущенным молоком. |
| Num Poum (кхмерские кокосовые вафли)     | Наследие французского Индокитая — вафли из рисовой муки, кокосового молока и стружки. |
| Saku Dom                                 | Сладкие шарики из саго/тапиоки, ароматизированные листьями пандана и щепоткой соли. |
| Saku (десерт из тапиоки)                 | Тип парового десерта из каштановой муки, кокосового молока и приготовленных бобов маш. |

### Bai Damnaeb(блюда из липкого риса) иKiev(клецки)
| Название                   | Описание |
| -------------------------- | --- |
| Num Sakoo                  | Шарики из тапиоки, начинённые мясным фаршем, похожие на тайское Khanom Sakoo и лаосское Khao Nom Sakoo. Фарш приправляют и варят, затем заворачивают в смесь тапиоки и готовят на пару. Блюдо часто подают с овощами и сладким соусом. Вариант во Вьетнаме также существует под названием «Bánh ít trần», а также в Малайзии и Индонезии. |
| Ansom chek (អន្សមចេក)        | Представляет собой рисовый пирог цилиндрической формы, завернутый в банановые листья и наполненный бананами (сладкое). Аналогичным блюдом является тайское Khao tom. |
| Num ansom chrook (អន្សមជ្រូក) | Это пикантный вариант рисового пирога цилиндрической формы, начиненный свининой и азиатской фасолью. Его подают во время церемоний поклонения предкам, его часто режут и жарят во фритюре, а также подают с рыбным соусом и маринованными овощами.                                                                                        |
| Num Chang                  | Клецки из клейкого риса, приготовленные на пару из сладкого риса в банановых листьях. Он похож на кхмерский ансом, за исключением того, что он имеет треугольную форму и происходит от китайского стиля цзунцзы, поэтому в нём могут быть выдержанные луковицы чеснока, бобы и свинина.                                                   |
| Num Kom                    | Клецки из клейкого риса, приготовленные на пару из сладкого риса в банановых листьях. Форму имеет цилиндрическую, а начинки включают фарш из свинины, сдобренный устрицами, рыбой и соевым соусом. |
| Num Bot                    | Клецки из клейкого риса, приготовленные на пару из сладкого риса в банановых листьях. По форме и текстуре рис похож на Num Kom, за исключением того, что в качестве начинки используется только маш или пальмовый сахар. |
| Num Kmei                   | Клецки из клейкого риса, приготовленные на пару из сладкого риса в банановых листьях. Форму имеет цилиндрическую, а начинки состоят из кокосовой стружки и пальмового сахара. Это популярно во время проведения Pchum Ben (День поминовения предков).                                                                                     |
| Num Sai Soy                | Это традиционные рисовые клёцки, приготовленные из клейкой рисовой муки, пальмового сахара и сока пандана, завернутые в банановые листья и приготовленные на пару. |
| Siev Mai                   | Китайские клёцки из свинины в кхмерском варианте. В кхмерском языке это относится не только к клецкам, но и к стилю фрикаделек, созданных иммигрантами из южного Китая в Пномпене. |
| Bai Damnaeb Turen          | Липкий рисовый десерт со сладким кокосовым молоком и кусочками дуриана. Другой вариант включает другие фрукты, такие как манго (Bai Damnaeb Svay)(បាយដំនើបស្វាយ). |
| Num Treap                  | Это десерт из липкого риса, слегка затвердевший и посыпанный жареными кунжутными семенами. |
| Bai Ben                    | Липкий рисовый десерт в форме шара, посыпанный кунжутом. Это очень популярно во время проведения Pchum Ben. |

### Cha Houy(желе) иBabor P’aem(пудинг)
Камбоджийская кухня включает в себя множество десертов, как и её соседи из Юго-Восточной Азии. Ассортимент пудингов называется Cha Houy Tuek («желе») или Babor P’aem («сладкая каша») в зависимости от ингредиентов блюда. Желейные десерты из агар-агара в совокупности называются «Sarai».
| Название                                                           | Описание |
| ------------------------------------------------------------------ | --- |
| Nom Lort                                                           | Зеленый или белый десерт из рисовой муки в смеси кокосового ореха, молока, воды и сахара. Похожее блюдо — индонезийский Cendol. |
| Banh Cheneuk                                                       | Десерт с рисовыми клецками подается в имбирном соусе, похожем на китайский Tong Sui. Рисовые клёцки готовят на пару с начинкой из маша и помещают в имбирный соус, который часто едят при болезни из-за его свойств фэншуй в пище. |
| Thav Ker                                                           | Кхмерский термин для китайского желе из трав, которое часто едят с соевым молоком в миске в жаркий день из-за его охлаждающих свойств. |
| Sarai K’tiss                                                       | Слоистый желейный десерт из агар-агара с желе из пандана и кокосового слоя. |
| Babor Skor Tau Suan                                                | Десерт китайского происхождения, который очень популярен в других странах Юго-Восточной Азии в китайской диаспоре. Он сделан из растёртого сахара из бобов мунг, муки и кокосового молока. Китайцы-кхмеры предпочитают этот фасолевый пудинг с хрустящим, острым, нарезанным жареным хлебом Chak Kvay. Слово «Tuan Suan» происходит от традиционных китайских слов Dòu Shuǎng (豆爽). Dòu означает бобы, а Shuǎng означает светлый или чистый. |
| Tur Tim Krop (желе из семян красного лотоса)                       | Tur Tim Krop, десерт на основе кокосового молока, очень популярный в жаркую погоду. Маленькие красноватые/розоватые шарики — это водяной каштан, покрытый мукой тапиоки, который подаётся с подслащенным кокосовым молоком и тёртым льдом. К этому десерту можно добавить тертый джекфрут и холодец из кокосовой мякоти, чтобы сделать его особенным. Желированная мякоть кокоса возникает, когда в кокосе не хватает фермента, который превращает его мякоть в нормальную мякоть кокоса. Мякоть продолжает развиваться в желеобразном состоянии. Tur Tim в переводе с кхмерского буквально означает «рубин» или «гранат». |
| Bang’Aem Sandaek Khiev (десерт из зелёной фасоли)                  | Этот десерт из зелёной фасоли — один из самых популярных десертов в Камбодже. Люди обычно едят десерт после обеда или после того, как вечером уходят с работы. В Пномпене часто встречаются десертные киоски, а также передвижные киоски, торгующие многими видами популярных кхмерских десертов. |
| Babor Skor Mien (пудинг из лонгана)                                | Пудинг из свежих фруктов со сладким кокосовым молоком, сдобренным пальмовым сахаром, сгущенным крахмалом тапиоки и посыпанным лонганом. |
| Babor Skor Bot (сладкий кукурузный пудинг)                         | Пудинг на кукурузной основе со сладким рисом и кокосовым молоком. |
| Babor Skor Krop Phka Chhuk Mien (пудинг из семян лотоса и лонгана) | Водяной десерт на основе сахара, который можно подавать холодным или теплым. В его состав входят лонган и семена лотоса, его также можно подавать в качестве напитка. |

### Напитки
| Название                                 | Описание |
| ---------------------------------------- | --- |
| Te Khiev (зелёный чай)                   | Местный чайный напиток Камбоджи, который обычно подают в ресторанах холодным или горячим. |
| Bia Angkor                               | Камбоджийское светлое пиво местного производства под девизом «Моя страна, мое пиво». |
| Kafe                                     | Популярный напиток, который часто подают холодным или горячим, наследие французов. Его можно подавать чёрным и крепким или долить сгущённое молоко, чтобы придать ему более сладкий вкус. Как правило, он гуще и слаще, чем его вьетнамский аналог. - Kafe Teuk Doh Ko/Kafe Blanc: кофе с молоком - Kafe Khmao: чёрный крепкий кофе                                                         |
| Teuk Ampau                               | Сок сахарного тростника, полученный из отжима сахарного тростника (иногда с кумкватом для придания нотки цитрусового аромата), подается со льдом. |
| Teuk kolok (ទឹក កលក់) (смузи)              | Важная часть вечернего приёма пищи: киоски с соками, узнаваемые по их фруктовым витринам и блендерам, открывающиеся в городах по всей стране с позднего вечера. Вы можете заказать смесь фруктов для приготовления сока или просто один или два вида фрукта; также добавляются кокосовое молоко, сахарный сироп, сгущенное молоко и колотый лёд, а также сырое яйцо (если не указано иное). |
| Teuk San Daek                            | Продается утром у уличных торговцев; зелёная версия сладкая и более густая, чем несладкая белая. Соевый напиток подается горячим или холодным, подслащенным или несладким. |
| Sra Sar (Рисовое вино/Белое вино)        | Дистиллированный ликер из риса, популярный во время фестивалей. Sra Sol также можно использовать в качестве основы для традиционных кхмерских лекарственных средств, которые, как многие утверждают, могут вылечить все, от мышечных болей, усталости и расстройств желудка до менструальных спазмов и схваток.                                                                             |
| Teuk Touy (сок пандана)                  | Сок, который производится из экстракта листьев пандана, которые обычно подают в камбоджийских Hang Bai (продуктовые ларьки). |
| Te Kroch Chhma                           | Лимонный чай со льдом. |
| Golden Muscle Wine                       | Ликёр из оленьих рогов и китайских трав. |
| Teuk Kroch (Лимонад/Сладкие напитки)     | Может быть общим термином для обозначения сладкого напитка или, в частности, кисло-сладкого лимонада. |
| Sra Poas (змеиное вино)                  | Ликёр на основе змеи, который часто используется в лечебных целях. |
| Teuk Thnaot (сок сахарной пальмы)        | Ферментированный напиток из сахарной пальмы, который часто считается слабительным при употреблении. |
| Sra Thnaot Chu (вино из сахарной пальмы) | Пальмовое вино имеет большое значение в Камбодже. Это традиционный напиток, столь же истинный, как пальмы, усеивающие камбоджийский пейзаж, являются национальными деревьями страны. Toeuk thnaot продается по деревням Камбоджи в деревянных цилиндрах, прикрепленных к задней части велосипедов.                                                                                          |